# Retrat pictòric
Vegeu Retrat per saber més sobre el tema en general dels retrats.

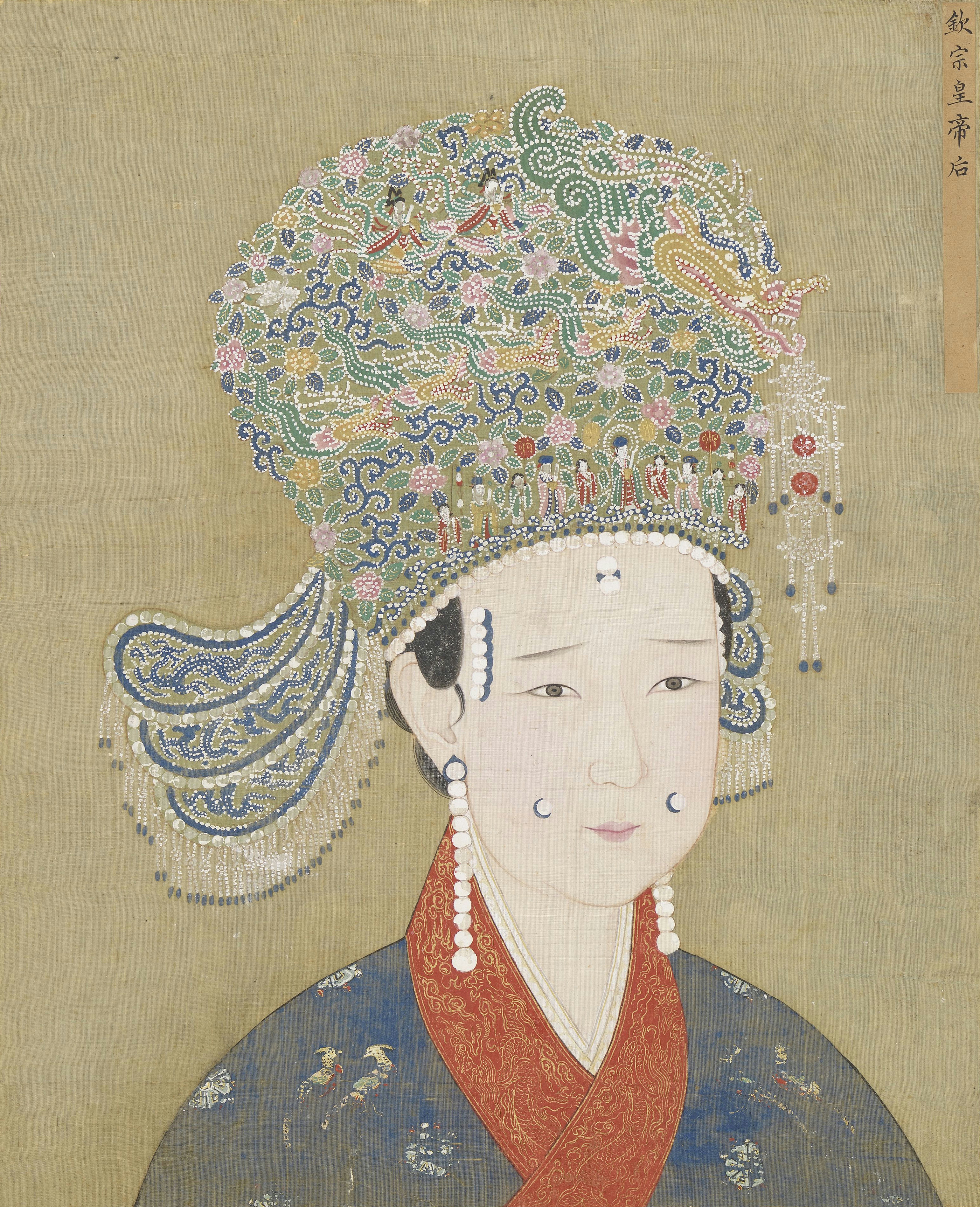
«Retrat de cort», oficial xinés de l'emperadriu i esposa de l'emperador Qinzong, de la dinastia Song (1100 - 1161)

El retrat pictòric és un gènere dins de la pintura, en què es vol representar l'aparença visual del subjecte, en particular quan el que es retrata és un ésser humà, encara que també poden representar-se altres animals. Sovint els retrats són documents de família o d'estat, així com records de la persona retratada. Si l'artista es retrata a si mateix es tracta d'un autoretrat.
Històricament, s'ha representat als rics i poderosos. Però, amb el temps, es va difondre entre la classe mitjana els retrats de família i de col·legues. Encara hui, persisteix la pintura de retrat com a encàrrec de governs, corporacions, associacions o individus.
Dins els gèneres, el retrat té una postura intermèdia: representa una persona, però també la seua vanitat.

## Tècnica i pràctica

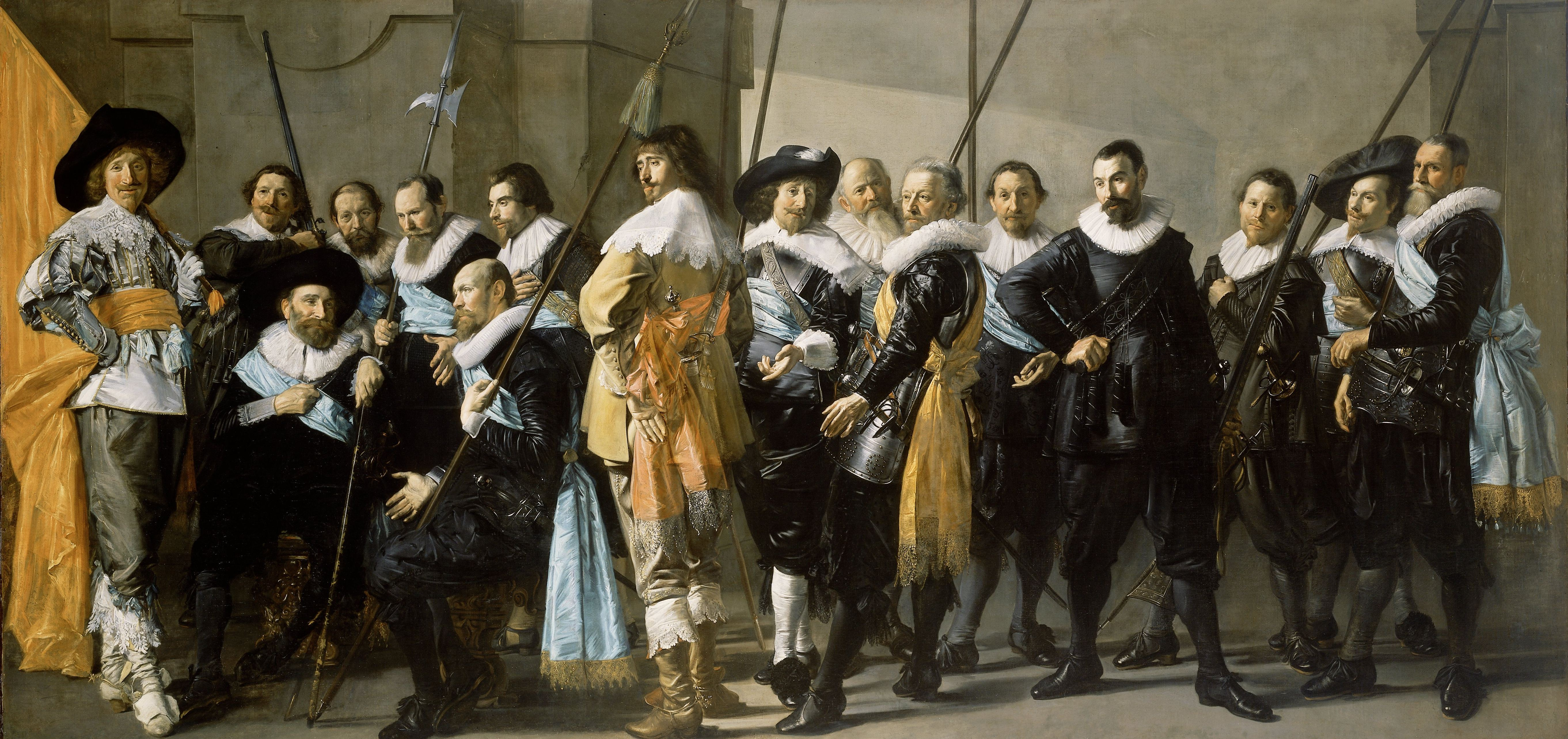
«Retrat de grup»: Frans Hals i Pieter Codde, Companyia del capità Reynier Reael (La flaca companyia), 1633-37, oli sobre llenç, 207,2 × 427,5 cm, Rijksmuseum, Amsterdam. Magnífic exemple d'un retrat col·lectiu

Un retrat ben executat representa l'essència interior del subjecte des del punt de vista de l'artista i no sols l'aparença externa. Segons Aristòtil, «L'objectiu de l'art no és presentar l'aparença externa de les coses, sinó el seu significat intern; perquè això, i no l'aparença i el detall externs, constitueix l'autèntica realitat». No s'ha de confondre amb una caricatura, que pretén revelar el caràcter amb l'exageració dels trets físics. L'artista en general intenta un retrat representatiu, com va afirmar Edward Burne-Jones: «L'única expressió que es pot permetre en la gran retratística és l'expressió del caràcter i la qualitat moral, no res temporal, efímer o accidental».
És per això que els retrats solen tenir una aparença seriosa, una mirada fixa, i és històricament rar que s'hi trobe una mica més enllà d'un lleuger somriure. O com ho va expressar Charles Dickens, «només hi ha dues classes de retrats pictòrics: el seriós i el del riure sota el nas». Fins i tot amb aquestes limitacions, és possible aconseguir-hi una àmplia gamma de subtils emocions: si la boca es manté relativament neutral, ha de crear-se gran part de l'expressió facial amb els ulls i les celles. Com afirma Gordon C. Aymar, «els ulls són el lloc al que es mira per a la informació més completa, fiable i pertinent» sobre el subjecte. I les celles poden registrar, «gairebé per si soles, meravella, pena, por, dolor, cinisme, concentració, nostàlgia, desgrat i esperança, en infinites variacions i combinacions».
Es pot representar el retratat de cos sencer, mig cos, cap i espatlles o cap, així com de perfil, mig girat, tres quarts o de front: rep la llum de diversos llocs i resten a l'ombra parts diferents. A voltes, s'han creat retrats amb múltiples punts de vista, com amb el Triple retrat de Carles I efectuat per Anton van Dyck. Hi ha fins i tot alguns retrats en què no es veu el rostre del subjecte; per exemple en Christina's World (1948), d'Andrew Wyeth, en què la postura de la jove girada d'esquena s'integra amb l'ambientació en què es troba per expressar la interpretació de l'artista.

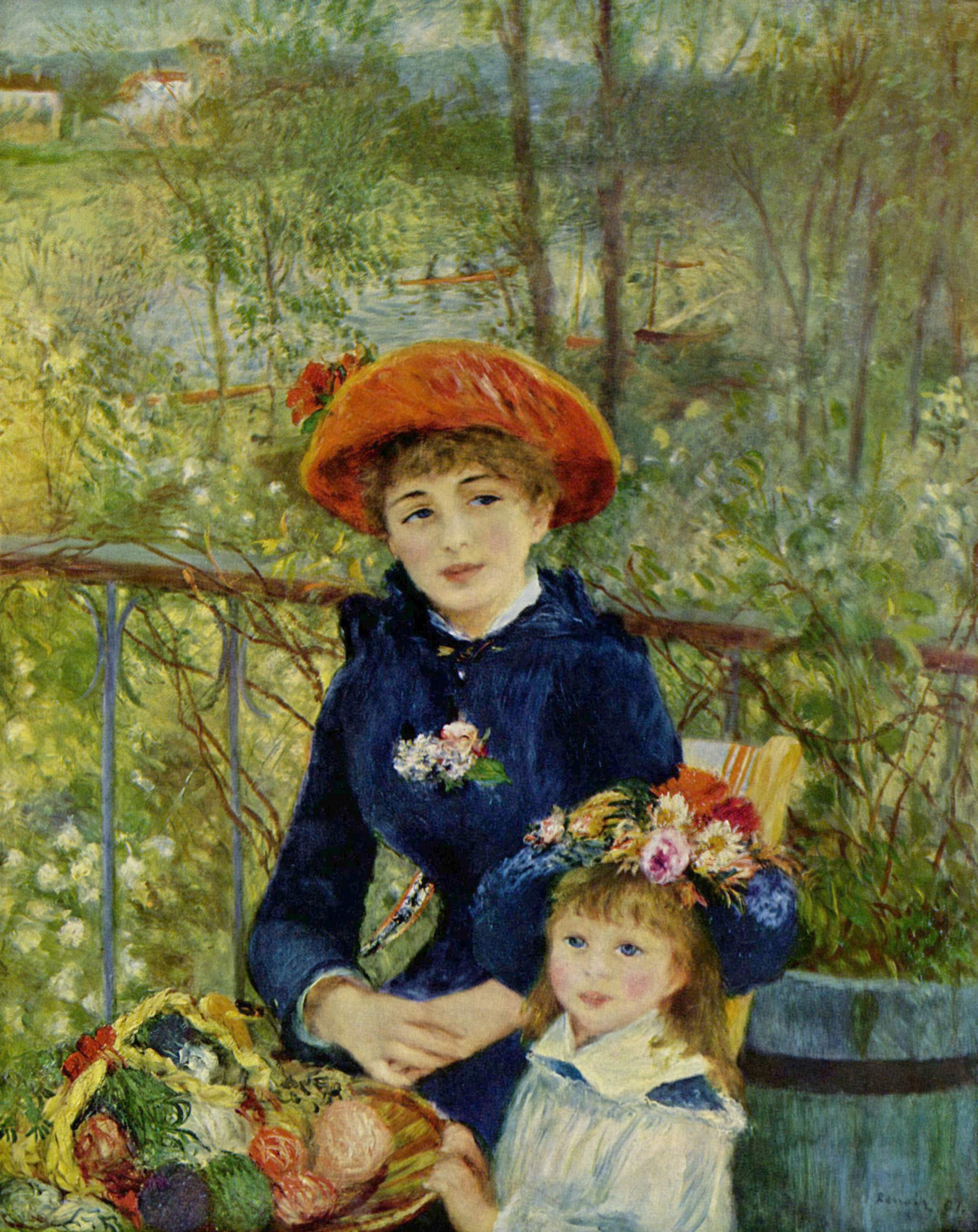
Retrat colorit: Pierre-Auguste Renoir, A la terrassa, 1881, oli sobre llenç, 100 × 80 cm, Institut d'Art, Chicago

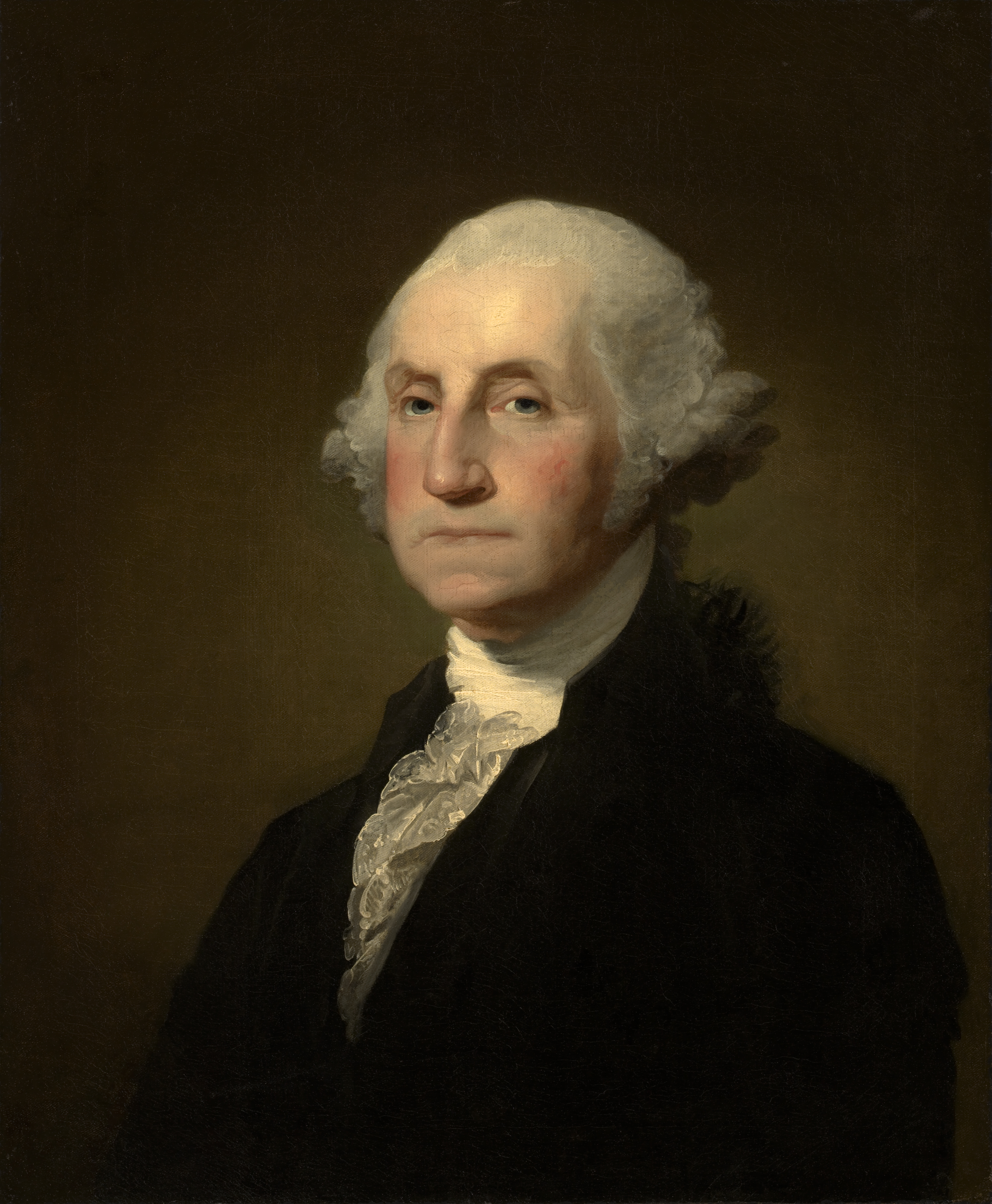
Retrat pràcticament en blanc i negre: Gilbert Stuart, Retrat de George Washington, h. 1796, oli sobre llenç, 73,5 × 61,1 cm, Sterling and Francine Clark Art Institute, Williamstown

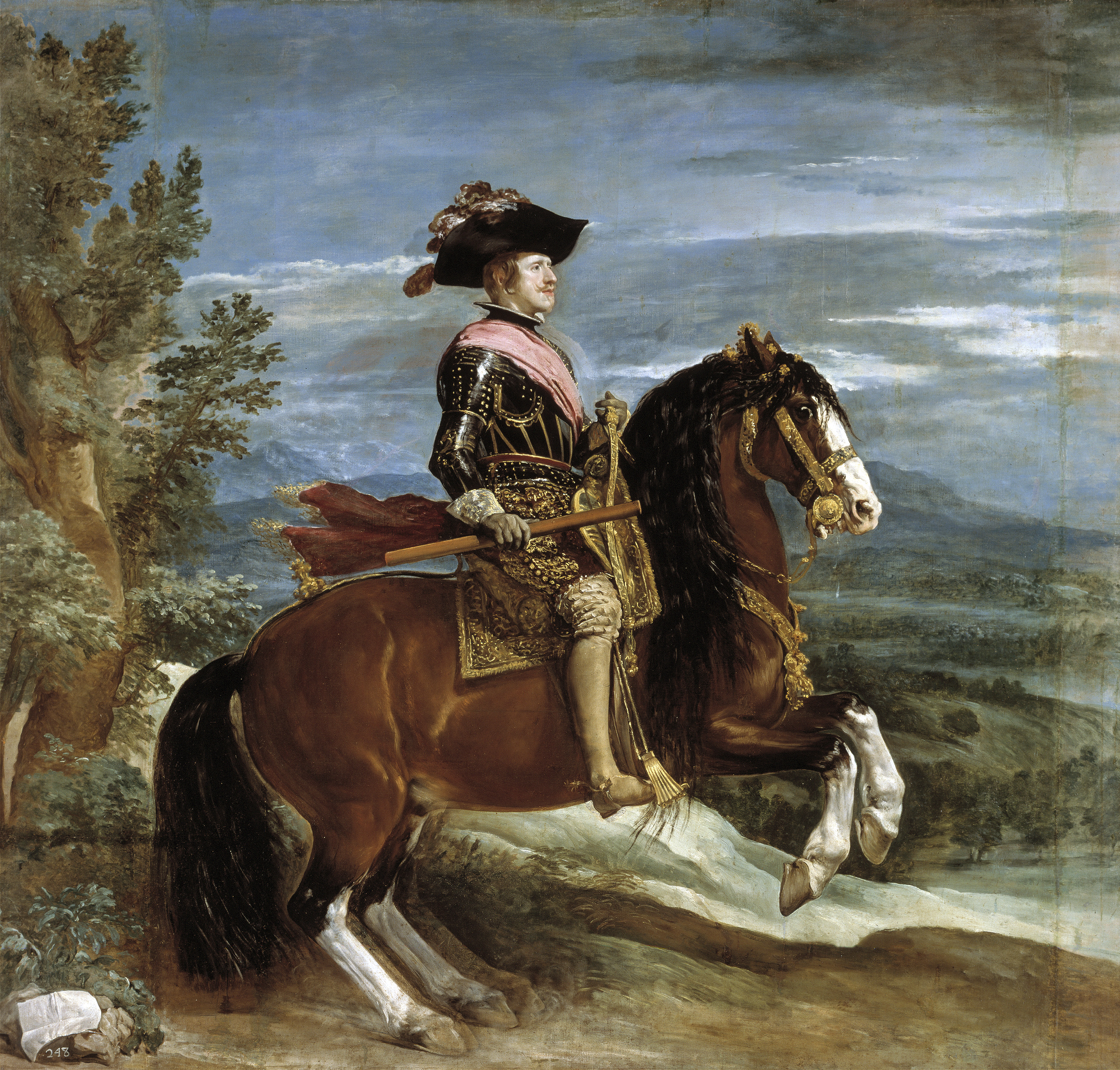
«Retrat eqüestre»: Velázquez, Felipe IV a cavall, cap a 1635, oli sobre llenç, 301 × 317 cm, Museu del Prado

El subjecte pot estar vestit o nu; dins o fora d'un espai tancat, dempeus, assegut, reclinat; fins i tot muntat a cavall (retrat eqüestre). Les pintures de retrat poden ser d'individus, parelles, pares i fills, famílies, o grups de col·legues («retrat de grup»). Poden crear-se amb mitjans diversos: oli, aquarel·la, tinta i ploma, llapis, carbonet, pastís i tècnica mixta. Els artistes poden emprar una àmplia paleta de colors, com A la terrassa de Renoir (1881) o limitar-se a gairebé blanc i negre, com en el retrat que Gilbert Stuart va fer de George Washington al 1796.
De vegades també té rellevància la grandària del quadre. Els enormes retrats de Chuck Close que tenen com a objectiu mostrar-se en un museu difereixen molt de la majoria dels retrats, creats per col·locar-se en una casa particular o portar-se amb facilitat d'un lloc a un altre.
Crear un retrat pot portar un temps considerable, i requereix generalment diverses sessions. Cézanne, per exemple, insistia en més de 100 sessions dels seus retratats. Goya preferia una llarga sessió d'un dia. La mitjana n'és de quatre. Al segle xviii podia tardar-se un any des de l'encàrrec fins al lliurament del retrat acabat al client.
Quant a la fidelitat del retrat respecte a l'aparença del model, els artistes solen tenir un enfocament coherent. Els clients que buscaven Joshua Reynolds sabien que el resultat seria afalagador, mentre que els models de Thomas Eakins esperaven un retrat realista. És famós Oliver Cromwell per haver exigit que el seu retrat mostrés «totes aquestes asprors, grans i berrugues i tot el que veieu en mi, d'una altra manera mai pagaré un penic per ell».
Després de fer que el model estiga còmode i animant-lo que adopte una posa natural, l'artista estudia l'estudia i busca, entre les possibles expressions facials, la que satisfà el seu concepte de l'essència del model. La postura del subjecte també es considera amb cura per revelar el seu estat emocional i físic, el mateix que ocorre amb el vestit. Élisabeth Vigée-Lebrun aconsellava als companys artistes que cercaren la cooperació de la persona retratada.
Cal dominar l'anatomia humana per fer un bon retrat. Els rostres humans són asimètrics i un retratista hàbil ho reprodueix amb subtils diferències entre l'esquerra i la dreta. Els artistes han de conéixer els ossos que queden sota i l'estructura del teixit per fer un retrat convincent.
Per a composicions complexes, caldria fer-ne primer un esbós complet, amb llapis, tinta, carbonet o a l'oli, la qual cosa és particularment útil si és limitat el temps que disposa el model per posar. La forma general, amb una semblança aproximada, s'esbossa sobre el llenç en llapis, carbonet o oli fi. En molts casos, el rostre es completa primer, i la resta després. En els tallers de molts dels grans retratistes, el mestre faria només el cap o les mans, mentre que la roba i el fons es completarien pels aprenents principals. Hi havia fins i tot especialistes que tractaven temes específics com la roba i els seus plecs, com Joseph van Aken. Alguns artistes del passat usaven maniquins o nines per a establir la posa i la roba. L'ús d'elements simbòlics col·locats al voltant del model presenten codificat en la pintura el caràcter del subjecte, o el seu ofici, interessos o estatus social. El fons pot ser totalment negre i sense contingut o tota una escena que situa el model en el seu medi social o recreatiu.

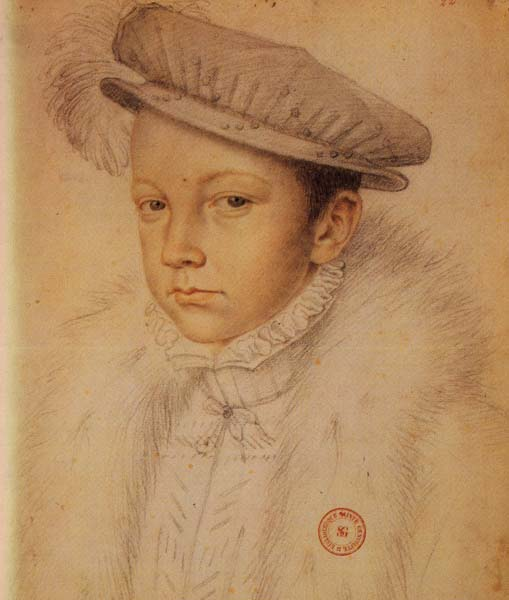
Retrat realitzat en grafit i sanguina sobre paper: François Clouet, Francesc II, 1560, 33,5 × 23,4 cm, Biblioteca Nacional de França, París

L'autoretrat pot considerar-se subgènere dins del més ampli del retrat. Ja en l'edat mitjana els artistes no signaven l'obra però sí que podien aparéixer dins de l'escena religiosa. Com en el retrat en general, s'hi observen dues tendències: la psicològica i la de cort. En l'autoretrat «personal» o psicològic, el pintor s'escodrinya a si mateix a fons per reflectir la seua realitat i sense que s'evidencie sovint que qui s'està retratant és el propi pintor; exemple d'això és l'Autoretrat amb visera, pastel de Chardin de 1775. En el «professional», en canvi, el pintor apareix revestit dels seus atributs típics com el pinzell i la paleta i amb la solemnitat d'expressió i el vestit de luxe, com ocorre en els dos Autoretrats que feu Poussin al final de la seua vida.
A vegades l'artista pateix el rebuig de la seua obra: el cèlebre retrat que va fer Jacques-Louis David de Juliette Récamier, molt popular en les exposicions, fou rebutjat per la model, com el tristament famós Retrat de Madame X, obra de John Singer Sargent. El retrat del General George Washington de John Trumbull fou refusat pel comité que l'havia encarregat. El molt irritable Gilbert Stuart una vegada replicà davant la insatisfacció d'un client respecte al retrat de la seua dona contestant: «M'ha dut una patata, i espera un préssec!».
Tot el contrari d'un retrat reeixit: el comte Balthazar quedà tan encisat amb el retrat que Rafael feu de la seua dona que va dir a l'artista: «La teua imatge... per si sola pot alleugerir-me les preocupacions. Aquesta imatge és el meu plaer; li somric, és la meua joia».

## Història

### Primers retrats
Les arrels del retrat segurament es troben en els temps prehistòrics, encara que poques obres n'han sobreviscut. En l'art de les antigues civilitzacions del Creixent Fèrtil, especialment a Egipte, abunden les representacions de governants i déus. No eren, però, retrats representatius de l'autèntica fisonomia del retratat, sinó que eren molt estilitzats, i la majoria de perfil, sobre pedra, metall, argila, algeps o cristall. La pintura de personatges destacats es remunta a la Xina a l'any 1000 ae, però no en sobreviu cap d'aquella època. El retrat xinés més antic que es conserva és de l'any 1000.

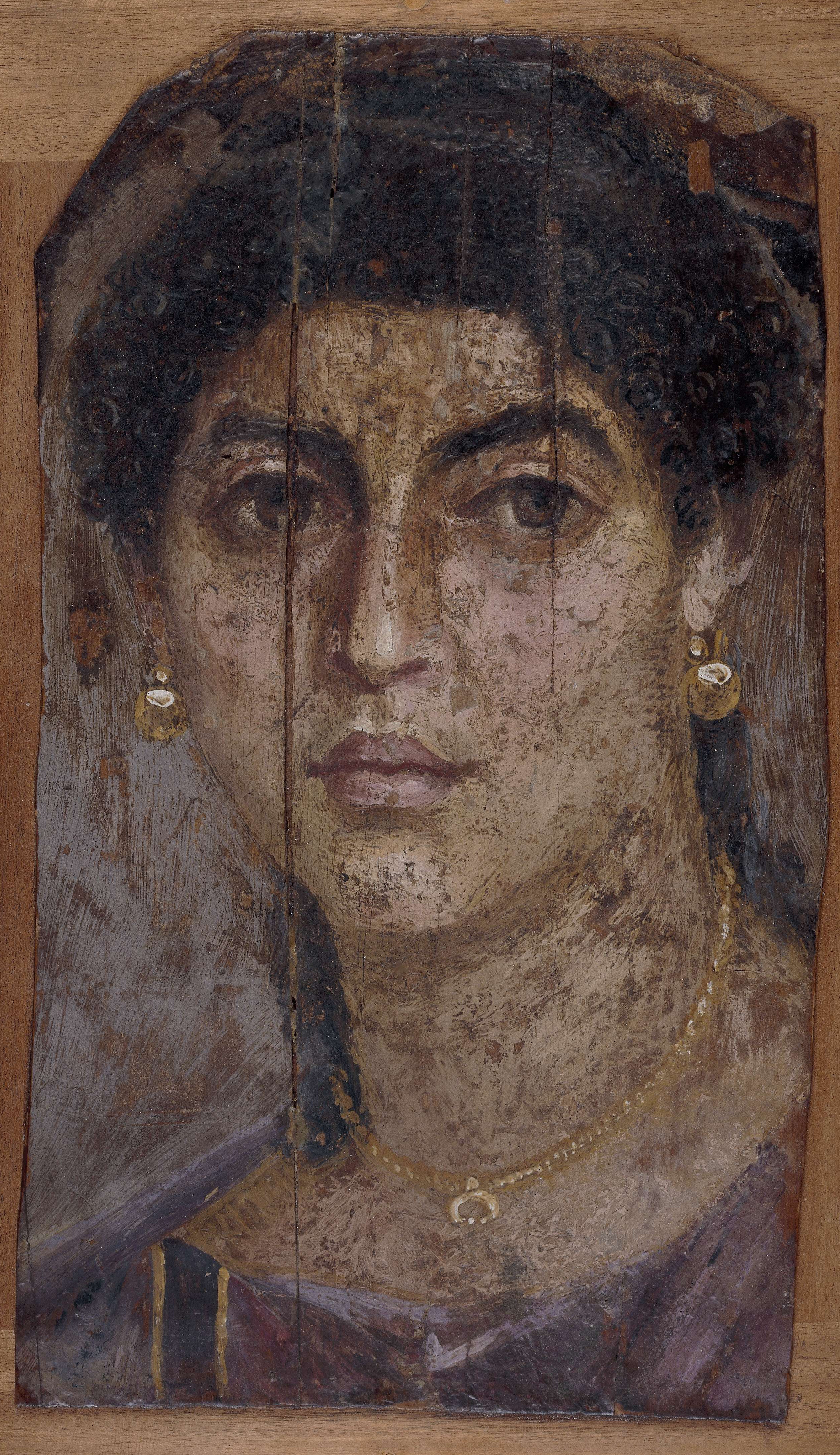
Retrat funerari romanoegipci d'una dona, a Faium

Entre els retrats més antics de gent particular, que no foren reis ni emperadors, es troben els retrats funeraris que han sobreviscut en el clima sec de Faium a Egipte. Són els únics retrats de l'era romana que han sobreviscut fins als nostres dies, a part dels frescs, encara que se sap pels escrits de Plini el Vell que la pintura retratística estava ben establerta en temps de l'antiga Grècia, i la practicaven tant homes com a dones. Plini es queixava de l'estat de decadència de l'art del retrat romà: «La pintura de retrats que solia transmetre al llarg dels anys la veritable aparença de la gent ha desaparegut enterament... La indolència ha destruït l'art». Aquests retrats de l'Egipte romà són excepcions afortunades. Presenten un cert sentit realista de la proporció i del detall individual, encara que en general els ulls són massa grans i l'habilitat artística varia considerablement entre un artista i altre. Els retrats de Faium estaven pintats sobre taula o ivori amb colors de cera i resina (encàustica) o amb tremp, i inserits en l'embolcall de la mòmia, per romandre amb el cos durant l'eternitat.
Els retrats més antics de l'edat mitjana apareixen en pedres funeràries i com a part de manuscrits il·luminats, i n'és un exemple l'autoretrat de l'escriptora mística Hildegard de Bingen (1152).
Pel 1300, els retrats de figures al·legòriques i bíbliques per part de mestres com Giotto començaren a guanyar rellevància en els retaules i en les pintures murals de les esglésies, particularment al nord d'Itàlia. El més antic retrat fisonòmic de l'edat mitjana es creu que és el retaule de Sant Lluís coronant el seu germà Robert d'Anjou de Simone Martini (1317). La classe «mitjana» de ciutats com Venècia, Florència, Nàpols o Barcelona, finançà obres d'art en aquesta època.

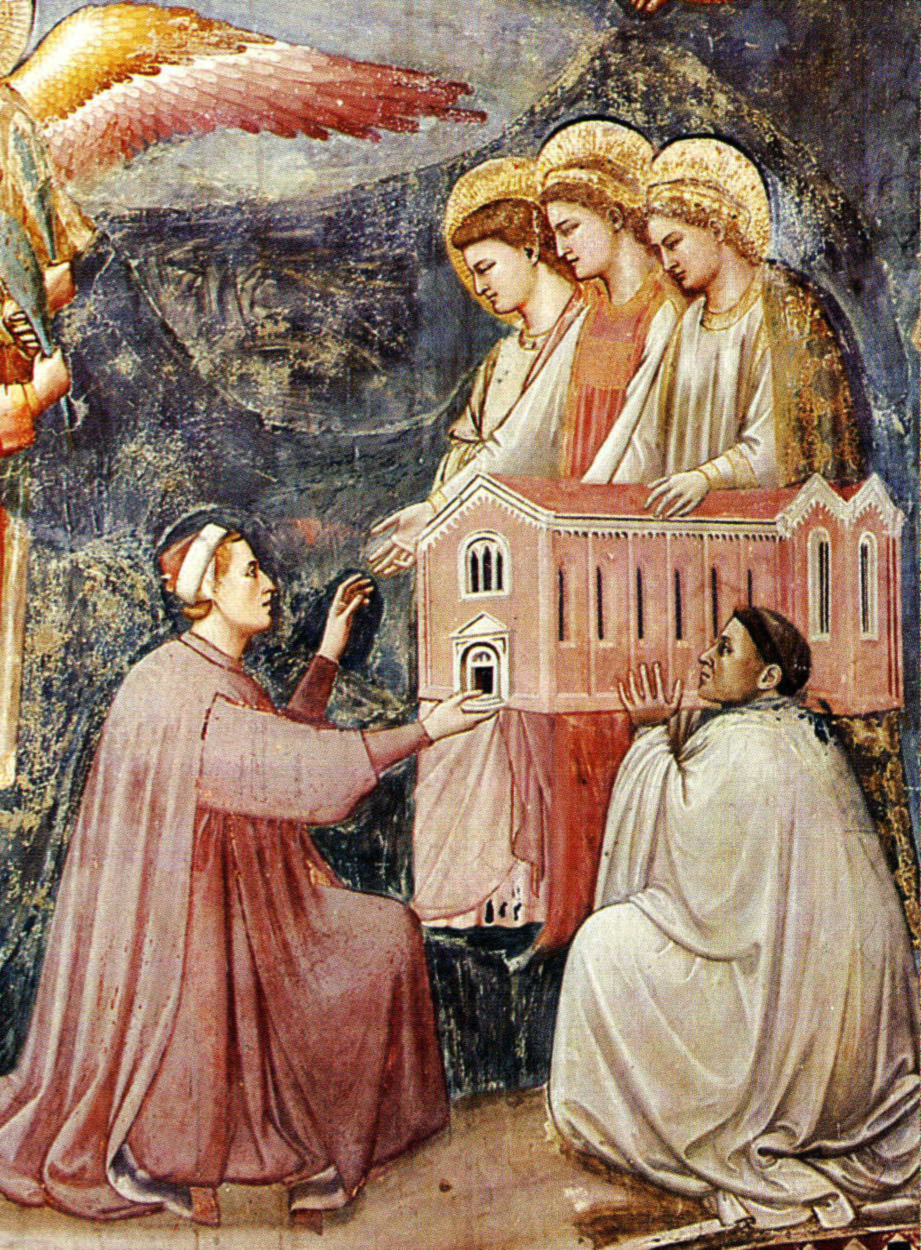
Giotto, Enrico Scrovegni dona als àngels una reproducció de la capella dels Scrovegni, capella dels Scrovegni, Pàdua

Així naix el costum de representar els donants, és a dir, la persona que encarrega l'obra religiosa, dins de la mateixa composició religiosa, com ocorre amb el marxant banquer Enrico degli Scrovegni retratat en l'acte de donar la famosa capella als àngels, pintat per Giotto, o agenollats als peus de la figura sagrada, sovint en proporcions menors com a símbol de la seua humilitat enfront de la divinitat. En els retaules apareix també el donant, generalment en les ales laterals, i amb el sant patró del seu nom actuant com a mitjancer davant la figura divina; pot veure's en infinitat d'obres gòtiques, com per exemple en el díptic de Melun. La representació del donant va anar cobrant rellevància al llarg del segon terç del segle xv, i arribà, com en el cas de la Mare de Déu del canceller Rolin, a ser dins de la mateixa cambra que la figura divina, amb la mateixa grandària i sense ser presentat per cap sant.
Entre 1350 i 1400, reapareixen figures seculars en frescs, com en l'obra del mestre Theodoric Carles IV rebent vassallatge. La perspectiva continuà sent plana fins a la Trinitat de Masaccio (h. 1425), una de les primeres obres que crearen una perspectiva tridimensional i inclou figures seculars en la pintura; és un primer exemple de retrat realista dels comitents d'una obra d'art, representats a grandària natural respecte a la divinitat. Masaccio marcà el camí de la modernització de la pintura al fresc en adoptar una perspectiva més realista; Filippo Lippi col·laborà amb aquesta tendència desenvolupant contorns més esmolats i línies sinuoses, i el seu alumne Rafael, ja en ple Renaixement, estengué el realisme a Itàlia fins a aconseguir un nivell major en les dècades següents amb les seues monumentals pintures murals.

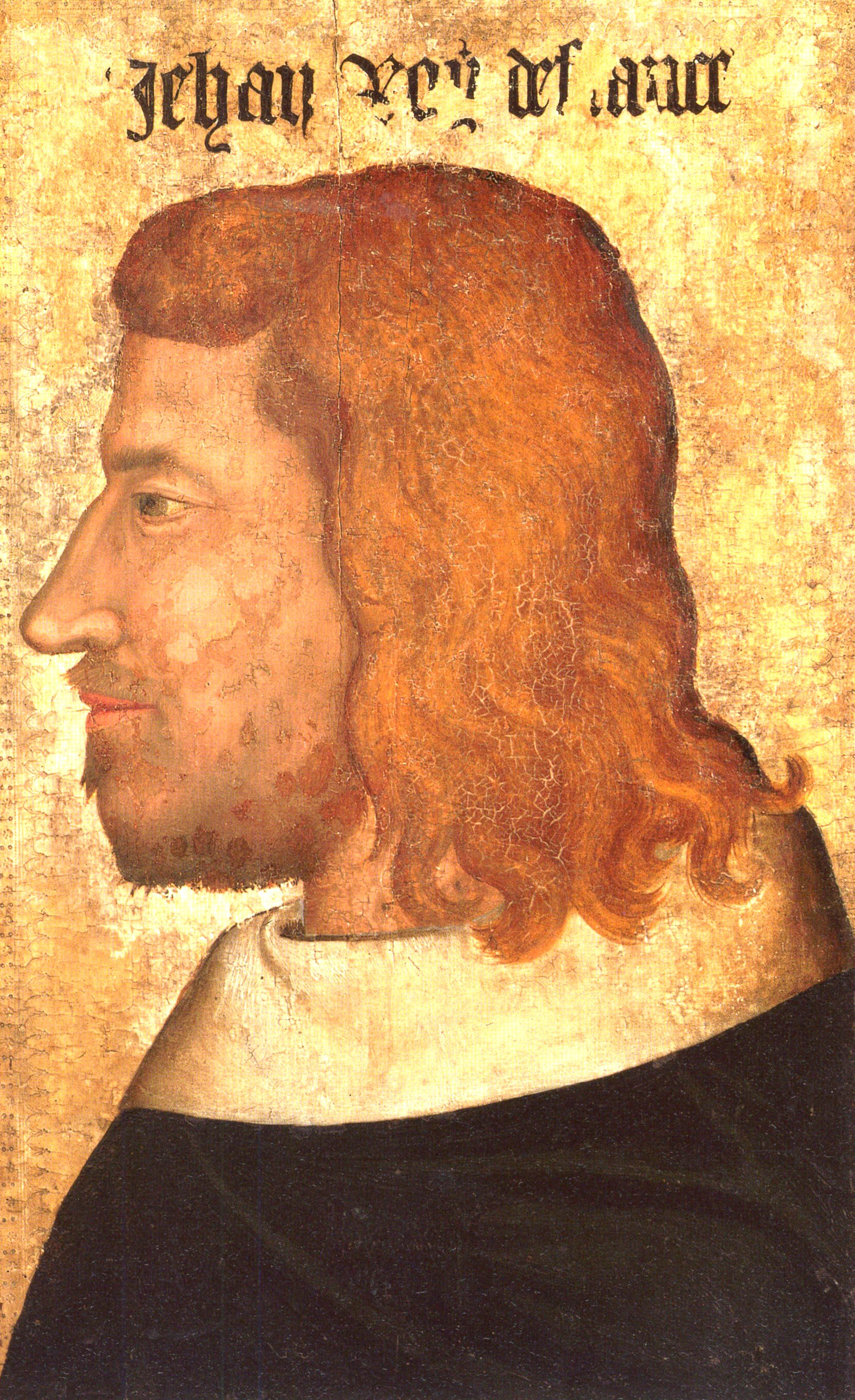
Retrat «de perfil»: anònim (escola francesa), Joan II el Bo, cap a 1360, tremp i or sobre taula, 60 × 44,5 cm, Museu del Louvre, París

Les primeres pintures que en la baixa edat mitjana tingueren com a tema exclusiu la representació d'una persona es dedicaven a reis o nobles, com ocorre en el retrat anònim de Joan II de França o el dels ducs d'Urbino. Es realitzaven de perfil, a la manera de les medalles antigues. A Borgonya i França sorgiren retratistes com Robert Campin i Rogier van der Weyden, dedicats sobretot a figures religioses, però més tard de la noblesa, pintada en la primera meitat del segle xv.

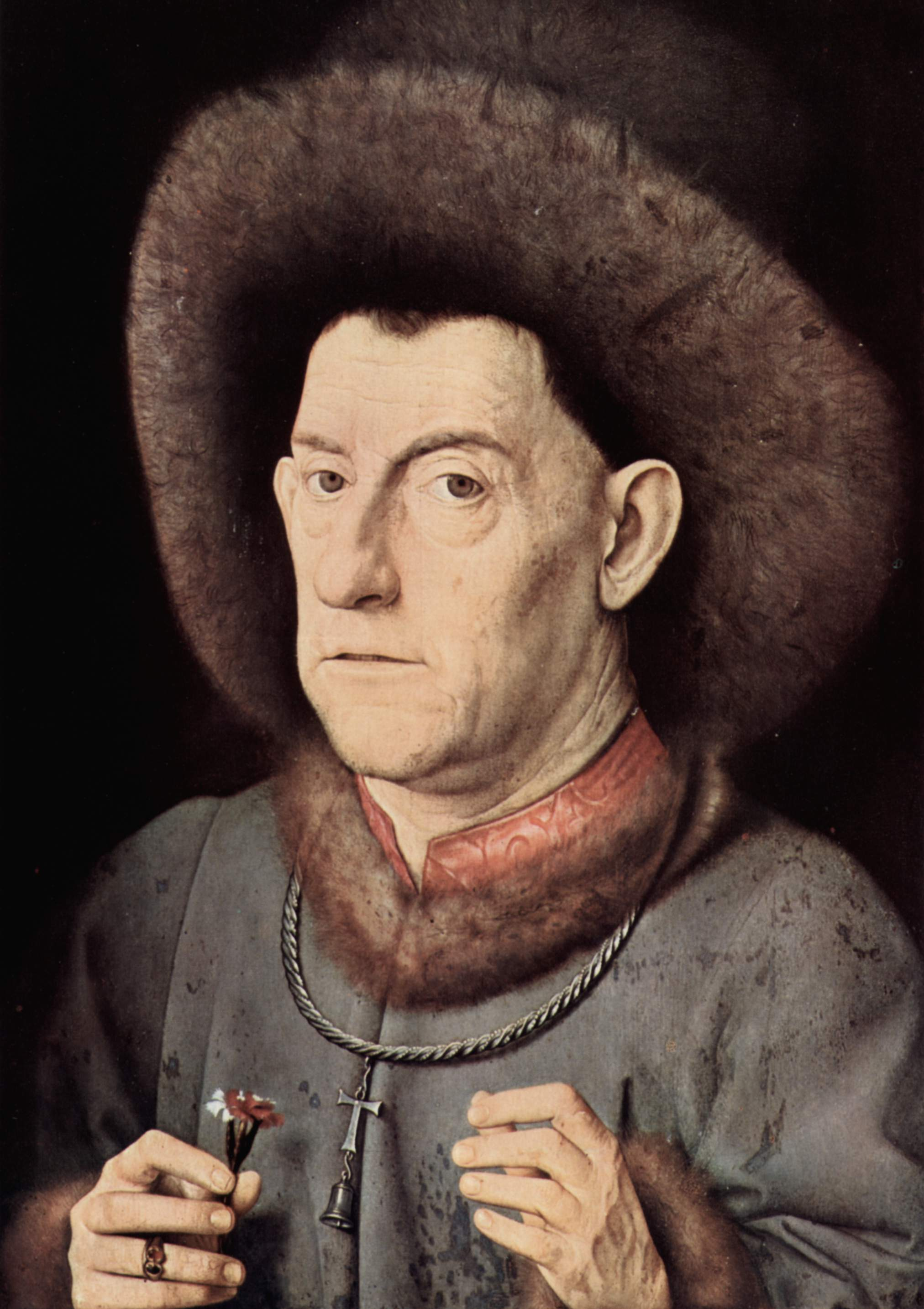
Retrat flamenc: taller de Jan Van Eyck, Home amb clavell, cap a 1420-1430?, oli sobre taula, 41,5 × 31,5 cm, Staatliche Museen, Berlín

Els artistes del nord d'Europa marcaren el camí en retrats realistes de subjectes laics. El seu gran realisme i detall obeeix en gran manera a la tècnica, llavors nova, de la pintura a l'oli que permet pinzellades més fines i més matisos amb successives capes o veladures, mentre que al sud d'Europa seguia usant-se el tremp. Els artistes del nord d'Europa van fer retrats diferents respecte als italians: van abandonar el perfil en favor del mig perfil, els models miraven l'espectador, les mans eren moltes vegades visibles, i apareix en la pupil·la un punt blanc que transmetia més vitalitat. Eren retrats amb perspectiva i volum realista, i amb un minuciós tractament de la pell. Un dels primers pintors que desenvoluparen la tècnica a l'oli fou el neerlandès Jan van Eyck. El seu Matrimoni Arnolfini (1434, National Gallery, Londres) és una fita de l'art occidental, un exemple primerenc d'un retrat de parella de cos sencer, pintat en rics colors i exquisit detall, a més d'estar ple de simbolisme. Entre 1470 i 1490 va treballar Hans Memling a Bruges. Petrus Christus va destacar per la seua tendència a l'abstracció de les formes.
En aquests retrats flamencs s'aconseguia més realisme en el tractament de la pell; una altra diferència era que apareixien de bust, amb les mans visibles i solien estar de mig perfil, mirant l'espectador, col·locant un punt blanc en la pupil·la per transmetre més vitalitat.

### El Renaixement
El Renaixement suposà una renovació del retrat pintat, i ressorgí el retrat privat com a tema independent. Els retrats assumiren un paper important en la societat renaixentista i eren valorats com a objectes i com a representació de l'estatus: això es devia a l'interés pel món natural i per les cultures de l'antiga Grècia i Roma. La pintura en general assolí un nou nivell d'equilibri, harmonia i penetració i els grans artistes (Leonardo, Miquel Àngel i Rafael) eren considerats «genis», elevant-se per sobre dels artesans fins a ser servidors valuosos de la cort i l'Església.

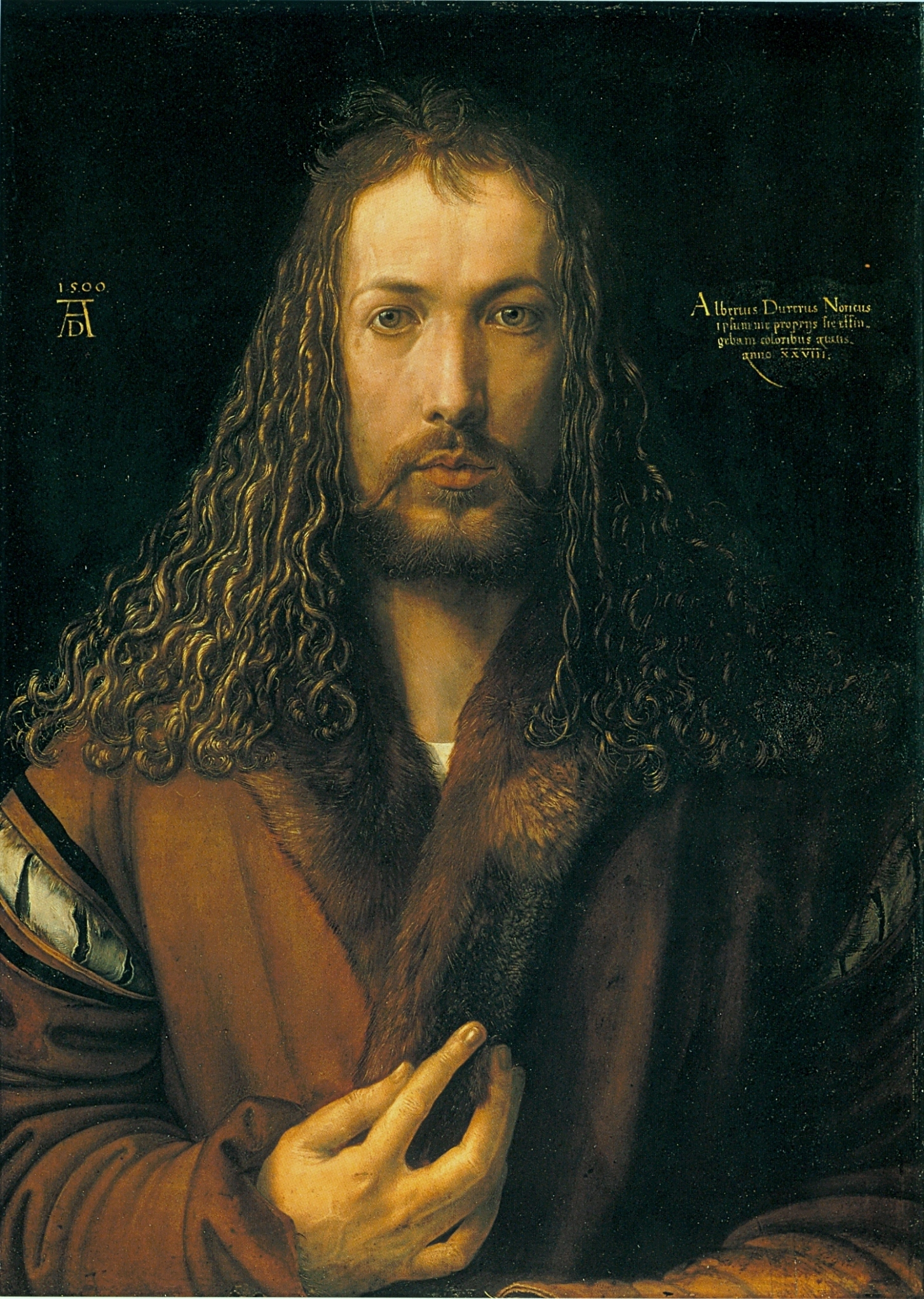
Alberto Dürer: Autoretrat, 1500, oli sobre llenç, 67 × 49 cm, Alte Pinakothek, Múnic

Moltes innovacions en les diverses formes del retrat es desenvoluparen durant aquest fèrtil període. En aquesta època van circular petits retrats miniats o pintats, que difonien les imatges en les corts, sovint amb interessos matrimonials. Aquesta tradició del retrat en miniatura continuà sent popular fins a l'època de la fotografia. Els retrats de perfil sobre medalles o medallons es van fer populars, recuperant models antics des de principis del segle xiv, com els de Pisanello; i sobretot a Itàlia entre 1450 i 1500. Les medalles, amb les imatges en ambdues cares, també inspiraren una breu moda de quadres de dues cares a principis del Renaixement. L'escultura clàssica, com l'Apol·lo de Belvedere, també influí en l'elecció de postures utilitzada pels retratistes renaixentistes, poses que s'utilitzaren al llarg dels segles.
En la Itàlia d'aquesta època, es feu popular el retrat de compromís, una especialitat de Lorenzo Lotto. També es va difondre l'ús d'inserir retrats de personatges contemporanis en les escenes pintades, sacres o profanes, com ocorre amb Simonetta Vespucci, que apareix en diversos quadres de Botticelli, com en el cèlebre Naixement de Venus.

Hans Holbein el Jove: Retrat de Thomas More, 1527, tremp sobre taula, 74,2 × 59 cm, Col·lecció Frick, Nova York

Entre els retratistes alemanys cal destacar Lucas Cranach el Vell, Albrecht Dürer i Hans Holbein el Jove, que feren pintura a l'oli. Cranach dels primers a pintar de cos sencer a grandària natural, una tradició popular de llavors ençà. Retratà Luter i Melanchton. En aquella època, Anglaterra mancava de pintors de primera categoria, per la qual cosa els patrons anglesos contractaven artistes com Holbein. La seua pintura de sant Thomas More (1527), el seu primer mecenes important a Anglaterra, té gairebé el realisme d'una fotografia. Holbein tingué gran èxit pintant la família reial, inclòs Enric VIII. Creà un tipus de retrat de cort molt imitat en l'Anglaterra isabelina. Dürer retratà els seus models amb gran profunditat psicològica, i és un dels primers grans artistes que feu una sèrie d'autoretrats, incloent una pintura totalment frontal. També situà el seu autoretrat (com un espectador) en diverses pintures religioses seues. Dürer començà a fer autoretrats a l'edat de tretze anys. Més tard, Rembrandt ampliaria aquesta tradició.
Antonello da Messina fou un dels primers italians a usar l'oli. Format a Bèlgica, s'instal·là a Venècia al voltant de 1475 i va exercir gran influència sobre Giovanni Bellini i l'escola del nord d'Itàlia. Durant el s. XVI, l'oli es va estendre per tot Europa. Va afectar la qualitat de les imatges el canvi de la fusta al llenç, la qual cosa va començar a Itàlia a principis del s. XVI i s'estengué cap al nord d'Europa al llarg dels cent anys següents. El llenç no es clivella tant com la fusta, conserva millor el pigment i necessitava menys preparació, encara que era més escàs que la fusta.
A Venècia al voltant de 1500, Gentile i Giovanni Bellini van dominar el retrat, i reberen sobretot encàrrecs dels líders de la República. El seu retrat del Dogo Loredan es considera un dels millors retrats del Renaixement i demostra el mestratge de l'artista en la nouvinguda tècnica de l'oli. Bellini és també un dels primers artistes europeus que va signar l'obra, encara que rares vegades va datar els quadres.
Durant el Renaixement, la noblesa florentina i milanesa, en particular, volia representacions seues més realistes. El repte de crear cos sencer o tres quarts estimulà l'experimentació i la innovació. Quasi tots els grans mestres es dedicaren al retrat (Piero della Francesca, Domenico Ghirlandaio, Lorenzo di Credi, Antonello da Messina, Botticelli, Leonardo, Ticià, Rafael...), i l'afegiren als temes tradicionals d'història clàssica. Leonardo i Pisanello foren dels primers artistes italians que afegiren símbols al·legòrics als seus retrats laics. Els pintors italians de l'alt Renaixement representaven els models de mig cos, les poses eren solemnes, i els vestits sobris.

Leonardo da Vinci: La Gioconda, 1503-06, oli sobre taula, 77 × 53 cm, Museu del Louvre, París

A Occident un dels retrats més famosos és La Gioconda de Leonardo, anomenada també Mona Lisa per Lisa Gherardini. S'hi aconseguí un extraordinari efecte psicològic, com en les millors obres de Ticià. El famós «somriure de Mona Lisa» és un excel·lent exemple d'aplicar una subtil asimetria a un rostre. En les seues notes, Leonardo aconsella sobre les qualitats de la llum en la pintura de retrat:
«Un nivell molt alt de gràcia en la llum i l'ombra s'afegeix a les cares dels quals se sentin en els llindars de les habitacions a les fosques, on els ulls de l'observador veuen la part ombrejada de la cara enfosquida per les ombres de la cambra, i veuen la part il·luminada de la cara amb la major brillantor que l'aire li dona. A través d'aquest augment en les llums i les ombres, es dona major relleu a la cara».
Leonardo acabà relativament poques obres, però en té uns altres retrats memorables com els de les nobles Ginebra de Benci i Cecilia Gallerani.
Els retrats que queden de Rafael són més nombrosos, i s'hi mostra una gran varietat de poses, il·luminació i tècnica. Més que produir innovacions revolucionàries, el gran assoliment de Rafael va ser l'enfortiment i refinament dels corrents desenvolupats amb l'art renaixentista. Fou particularment expert en el retrat de grup. La seua obra mestra L'escola d'Atenes és un dels més destacats frescs de grup: conté retrats de Leonardo, Miquel Àngel, Bramante i el mateix Rafael, disfressats de filòsofs antics. No era el primer retrat de grup d'artistes. Dècades abans, Paolo Uccello havia pintat un retrat de grup incloent Giotto, Donatello, Antonio Manetti i Brunelleschi. Rafael es va convertir en el retratista favorit dels papes. El seu Retrat de l'humanista Castiglione repeteix deu anys més tard pràcticament la mateixa postura que La Gioconda, amb tons igualment suaus, gairebé monocrom en marró i gris, i ambdues figures representen l'ideal renaixentista de moderació d'una discreta elegància. Miquel Àngel va ser una notable excepció en el fet de reproduir efígies realistes de personatges, tret, potser, i amb intencions denigratòries, en el Judici Final.
Ticià inclou el retrat psicològic en els seus retrats «d'aparell» o de cort. El retrat psicològic té un propòsit íntim. Ticià continuà a Venècia l'obra de Bellini, però ampliant la varietat de postures dels seus personatges, generalment de la reialesa (retrat de cort). Fou potser el primer gran retratista de nens. Després que sucumbís a la pesta, Tintoretto i el Veronés es van convertir en els principals artistes venecians: contribuïren a la transició al manierisme italià. Jacobo Tintoretto retratà magistrats i funcionaris de color i forma més sobris que Ticià. Els manieristes ontribuïren amb molts retrats excepcionals que emfasitzaven la riquesa del material i les postures elegantment complexes, com en les obres d'Agnolo Bronzino i Jacopo da Pontormo. Bronzino es feu famós amb els retrats dels Mèdici. El seu atrevit retrat de Cosme I de Mèdici mostra l'auster governant amb l'ull cautelós mirant fixament cap a l'esquerra, en clar contrast amb la majoria de pintures reals que mostren els seus models com a sobirans benignes. El Greco, que es va formar a Venècia durant dotze anys, seguí un camí més extremat i emfasitzàt la seua «visió interior» del model fins al punt de disminuir la realitat de l'aparença física.

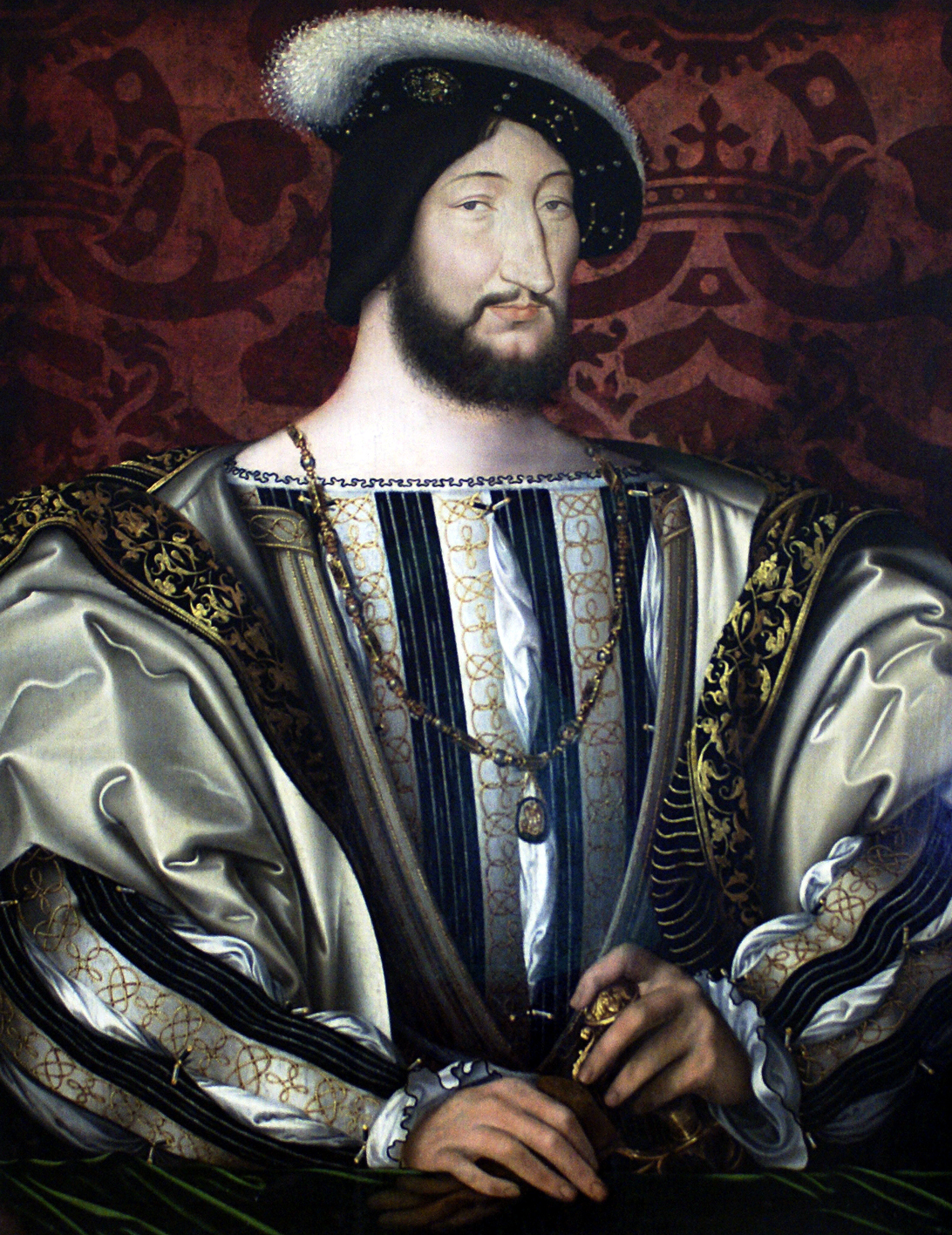
Opulent «retrat de tall» francés: Jean i François Clouet, retrat de Francesc I, cap a 1525, oli sobre taula, 96 × 74 cm, Museu del Louvre, París

Els seus retrats de l'Inquisidor Nen de Guevara o Paravicino evidencien una penetració psicològica. Una gran retratista del s. XVI italià fou Sofonisba Anguissola de Cremona, que assolí nous nivells de complexitat en els seus retrats individuals i de grup.
El retrat de cort a França començà quan l'artista flamenc Jean Clouet va pintar el seu opulent retrat de Francesc I de França al voltant de 1525. Aquest era un gran mecenes i un avariciós col·leccionista d'art que convidà Leonardo da Vinci a viure a França durant els seus últims anys. La Mona Lisa va romandre a França després que Leonardo hi morís. També Corneille de Lió conrea el retrat objectiu i fred de la França renaixentista. Anthonis Mor, retratista de Felip II, creà un tipus de retrat cortesà que més tard s'estengué per tot Europa. Deixeble seu va ser Alonso Sánchez Coello, que adoptà la seva forma de tractar amb detall el vestit i les joies alhora que s'hi notava la influència de Ticià en la penetració psicològica i la lleugeresa de la tècnica.
Els primers autoretrats de l'art occidental van aparéixer en aquesta època, quan els artistes pintaven la seua cara entre la multitud, en origen en escenes narratives. Primer en fou un element més en un quadre de grup (Leon Battista Alberti aconsellava als artistes retratar-se mirant l'espectador); després es va tractar de manera independent. Es creu que l'autoretrat en miniatura més antic és el de Nicholas Hilliard de 1575, encara que no fou el primer a crear una imatge de si mateix, perquè ja a principis de segle ho havia fet Dürer als seus llenços. El gènere de l'autoretrat es revalorà després del període clàssic.

### Barroc i rococó

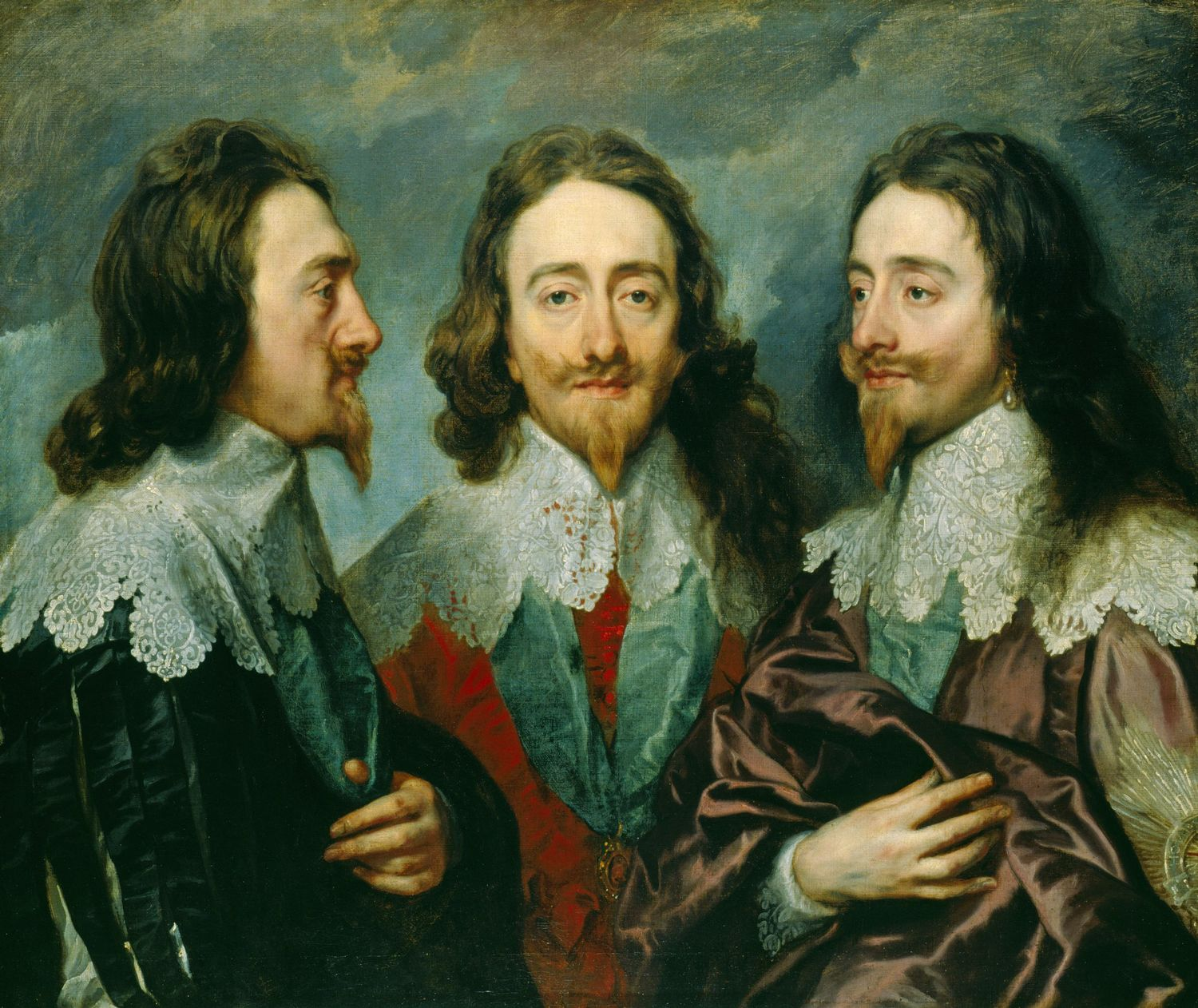
Anton van Dyck: Triple retrat de Carles I, 1635-36, oli sobre llenç, 85 × 100 cm, Royal Art Collection, Londres

Durant els períodes barroc i rococó, als segles xvii i XVIII, els retrats adquiriren encara més importància com a documentació d'estatus. Dins d'una societat com més va més dominada per la burgesia, les representacions d'individus luxosament vestits al costat de símbols de puixança i riquesa contribuïren a l'afirmació de la seua autoritat. Van Dyck i Rubens van destacar en aquest gènere. Rubens s'inspirà en els venecians per crear un retrat cortesà en què no es descura la penetració psicològica (retrats de Maria de Mèdici). El retrat de Rubens i la seua primera esposa (1609) amb els vestits de noces és un exemple virtuós del retrat de parella. El seu estudi fou un dels més grans de l'època, i hi contractà artistes de natura morta, paisatges, animals i escenes de gènere, a més del retrat. Van Dyck s'hi va formar durant dos anys. Carles I d'Anglaterra contractà primer Rubens, i després va importar van Dyck com el seu pintor de cort. Ja des de la seua estada a Itàlia, en què va representar la noblesa genovesa, Van Dyck s'especialitzà en el retrat cortesà: introduí en els retrats elements d'enquadrament com per exemple cavalls o patges. Adoptà els mètodes de producció de Rubens, les seues habilitats comercials, i les seues maneres i aparença elegant. Se'n deia que «sempre anava magníficament vestit, tenia un equipatge nombrós i galant, i mantenia al seu apartament una taula tan noble, que pocs prínceps eren més visitats o millor servits».

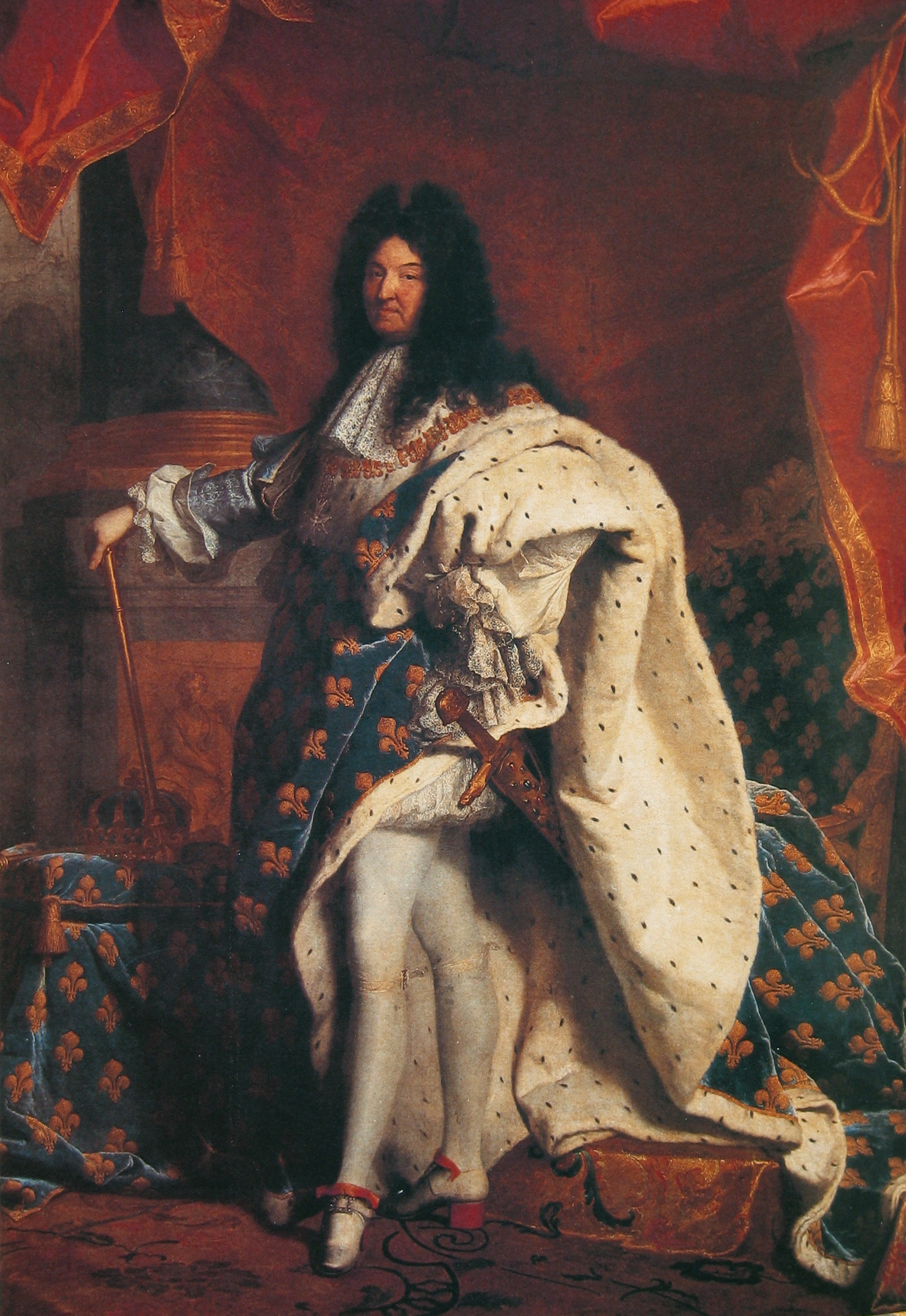
Jacint Rigau-Ros i Serra, Lluís XIV, 1701-1702, oli sobre llenç, 279 × 190 cm, Museu del Louvre, París

Rembrandt: La ronda de nit o La milícia del capità Frans Banning Cocq, 1642, oli sobre llenç, 363 × 437 cm, Rijksmuseum, Amsterdam

A França es va crear un tipus de retrat de cort que rep les influències de la pintura flamenca, en particular, amb elements de Rubens i de Van Dyck. Philippe de Champaigne creà dos tipus de retrats: l'intimista o burgés (com en el Retrat exvoto de la seua filla i la mare Arnoult) i el cortesà, en què l'important era el gest del model i la roba que vestien (Retrat de Richelieu). En aquesta segona línia van treballar Nicolas de Largillière i Jacint Rigau-Ros, que va dominar-hi de la mateixa manera que Van Dyck a Anglaterra, com un destacat cronista de la reialesa, pintant els retrats de cinc reis francesos.
Una de les innovacions de l'art del Renaixement havia estat la millora de la representació de les expressions facials per acompanyar les diferents emocions. El 1586 s'havia publicat la Fisonomia humana, de Giovanni Battista della Porta, que esdevindria el manual bàsic de fisonomia per als artistes barrocs; s'hi sistematitzava el coneixement sobre les expressions del rostre, a més d'establir analogies entre el rostre humà i el dels animals, una taula de caràcters i una tipologia ètnica. L'holandès Rembrandt explorà les diferents expressions de rostre, especialment en els seus més de 60 autoretrats. Aquest interés en el rostre també va alimentar la creació de les primeres caricatures, atribuïdes a l'Acadèmia Carracci, dirigida per pintors de la família Carracci a la fi del s. XVI a Bolonya, Itàlia.
El retrat col·lectiu o retrat de grup es va produir en gran nombre durant el període barroc, sobretot als Països Baixos. A diferència de la resta d'Europa, els pintors holandesos no reberen encàrrecs de l'Església calvinista que havia prohibit tals imatges, ni de l'aristocràcia, que virtualment no existia. En lloc d'això, els encàrrecs venien d'associacions cíviques i comercials. El pintor neerlandès Frans Hals es considera el precursor d'aquest gènere, amb pinzellades fluides de vívid color, en retrats de les corporacions (Banquet dels arcabussers de Sant Jordi de Haarlem, Les regents de l'asil d'ancians de Haarlem). No era una mera acumulació de diversos retrats en un sol llenç, sinó que els personatges s'interrelacionen i donen la imatge d'una autèntica comunitat.
Rembrandt es beneficià molt d'aquests encàrrecs i de l'apreciació general que cap a l'art sentien els clients burgesos, que recolzaven el retrat, la natura morta i els paisatges. És considerat un dels grans retratistes d'aquest segle. Gràcies a la gran demanda, Rembrandt pogué experimentar amb la tècnica i la composició poc convencional, com el clarobscur. Va demostrar aquestes innovacions, de les quals els mestres italians com Caravaggio foren pioners, sobretot en La ronda de nit (1642). Un altre exemple de retrat de grup és La lliçó d'anatomia del doctor Tulp (1632), en què banya el cadàver en llum brillant per atraure l'atenció cap al centre de la pintura mentre que la roba i el fons es fonen en negre, destacant els rostres del cirurgià i els estudiants. És el primer quadre que Rembrandt signà amb el seu nom complet. Els síndics dels drapers fou la seua última obra d'aquest gènere. En aquella època sorgiren a Holanda els primers mercats d'art i la figura del marxant.
Cal remarcar el gran retratista Velázquez. El seu èxit només arribar de Sevilla a la cort, va raure en l'admiració suscitada pels seus retrats, per la seua superior qualitat en aquest gènere, fins i tot quan retratava sense importància social. En els seus retrats, des del d'Innocenci X, que realitzà en el seu viatge a Itàlia de 1649, com en el de Juan de Pareja, el seu pinzell pren la influència veneciana i es fa més lleuger, gairebé impressionista. Va pintar Les Menines (1656), un dels més famosos i enigmàtics retrats de grup de tots els temps: aparentment els models són la parella reial que només es veu com un reflex a l'espill.

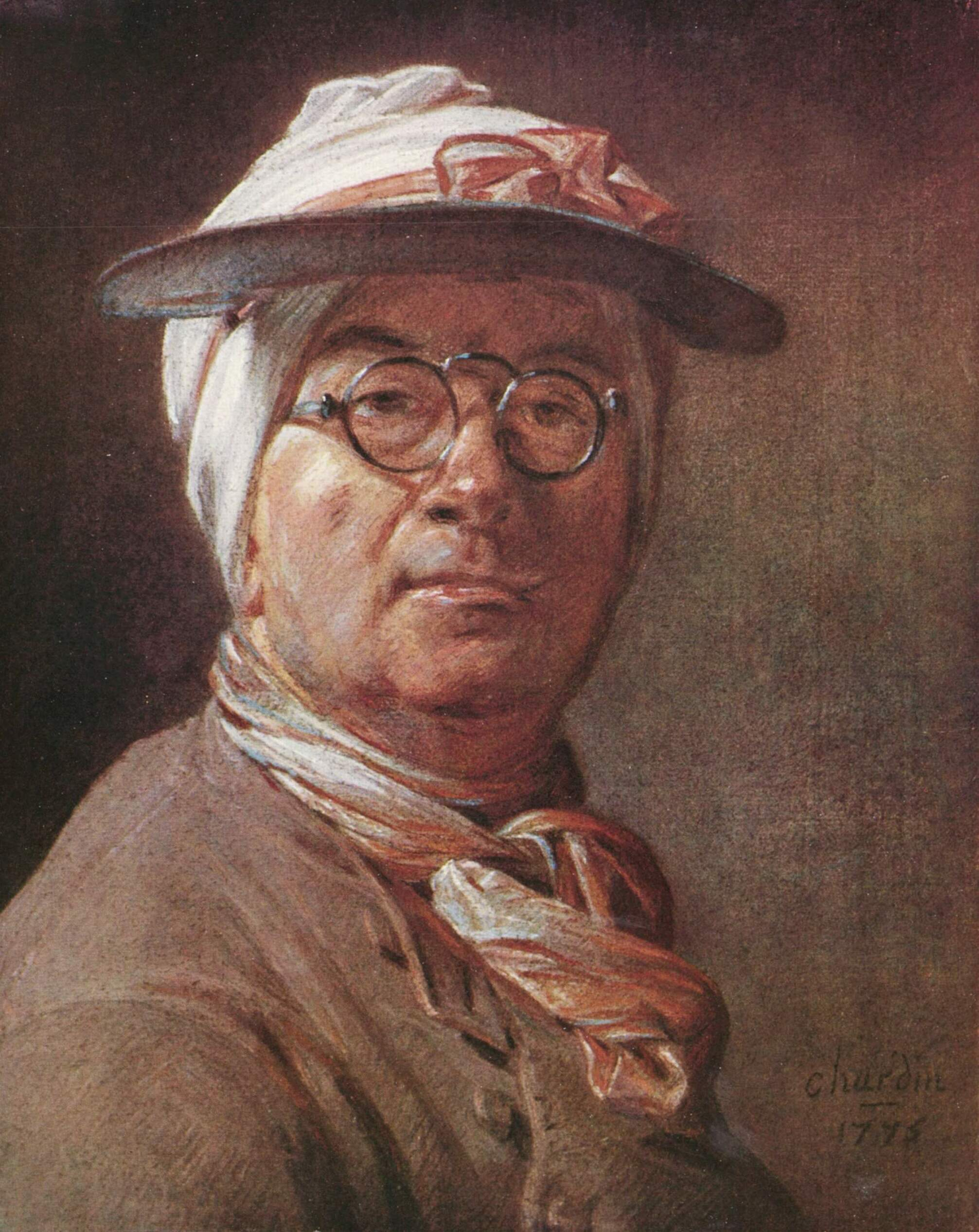
Autoretrat de caràcter «íntim»: Jean Siméon Chardin, Autoretrat amb visera, 1775, pastel, 46 × 38 cm, Museu del Louvre, París

Els artistes rococó, que s'interessaren sobretot en l'ornamentació rica i intricada, foren mestres del retrat refinat. Feren dels retrats eficaços transmissors de la vida mundana, com ocorre en els famosos retrats que va fer François Boucher de Madame de Pompadour, vestida amb inflats vestits de seda. Fragonard, al 1770, representà «figures de fantasia», generalment models desconeguts encara que a voltes personatges notables, en què s'expressa la vitalitat de persones apassionades en busts gairebé en torsió, com es veu en el Retrat de l'abat de Saint-Senar.
Hereus de Van Dyck foren els primers grans retratistes de l'escola britànica: Gainsborough i Reynolds. El noi de blau, de Gainsborough és un dels retrats més famosos i reconeguts de tots els temps, amb pinzellades molt llargues i fi color a l'oli per aconseguir l'efecte brillant del vestit blau. Gainsborough també destacà per l'elaborat escenari en què situava els models.

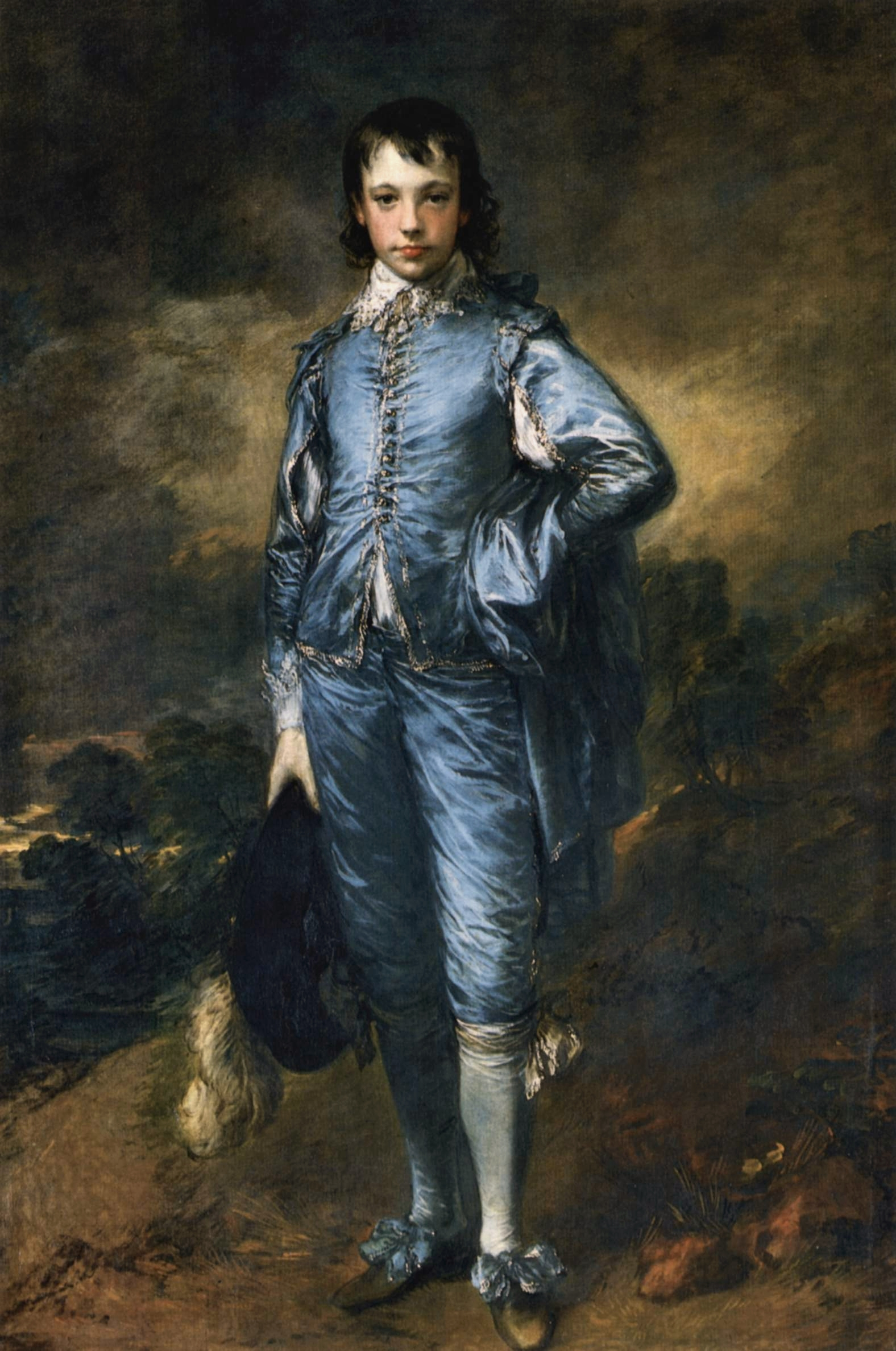
Thomas Gainsborough: El noi de blau, 1770, oli sobre llenç, 178 × 122 cm, Huntington Art Gallery, San Marino (Califòrnia)

A diferència de l'exactitud demostrada pels mestres flamencs, Reynolds va resumir el seu enfocament en el retrat afirmant que «la gràcia i, podríem afegir, la semblança, consisteix més a captar l'aire general que a observar la similitud exacta de cada tret». Més jove, George Romney, retratà Lady Hamilton amb un aire preromàntic. També va destacar a Anglaterra William Hogarth, que es resistí als mètodes convencionals i introduí tocs d'humor en els seus retrats. El seu Autoretrat amb Pug és clarament més una imatge humorística de la seua mascota que una pintura autoindulgent.
En el camp del retrat les pintores guanyaren renovada importància al segle xviii. Entre elles hi hagué la francesa Élisabeth Vigée-Lebrun, la italiana al pastel Rosalba Carriera i la suïssa Angelica Kauffmann. També s'apreciaven molt en aquest segle els pintors de miniatures, amb increïble precisió i sovint tancades en medallons d'or o esmalt.
Als Estats Units, fou especialment ben considerat John Singleton Copley, format en el refinat estil britànic; va destacar per retrats de cos sencer i miniatures, amb les seues pintures hiperrealistes de Samuel Adams i Paul Revere. Copley també destacà per intentar fusionar el retrat i l'art, acadèmicament més considerat, de la pintura d'història, amb els seus retrats de grup de militars. Igualment famós va ser Gilbert Stuart, que va pintar més de mil retrats, entre aquests alguns presidents; només de George Washington va pintar més de 100 rèpliques. Stuart treballava ràpidament amb pinzellades més suaus i menys detallades que les de Copley per captar l'essència dels subjectes. De vegades en feia diverses versions perquè el client escollís la preferida. Conegut pels tons rosats de les galtes, Stuart va escriure: «la carn no és com cap altra substància sota el cel. Té tota l'alegria de la tenda del seder sense la seua lluentor virolada, i tota la suavitat de la caoba antiga, sense la seua tristesa». Altres destacats retratistes nord-americans de l'època colonial foren John Trumbull, Benjamin West i Charles Willson Peale.

### Seglexix
A la fi del segle xviii i primeria del XIX, els artistes neoclàssics continuaren la tradició de representar els subjectes a l'última moda. Solien usar llum dirigida per definir la textura dels rostres i membres. Els pintors francesos Jacques-Louis David i Jean Auguste Dominique Ingres demostraren virtuosisme en aquesta tècnica semblant a la del dibuixant, així com un bon ull per al caràcter. Ingres, un estudiant de David, destacà pels seus retrats en què hi ha un espill darrere del subjecte per simular-ne una vista posterior. El seu retrat de Napoleó al tron imperial és una gesta de la retratística reial.

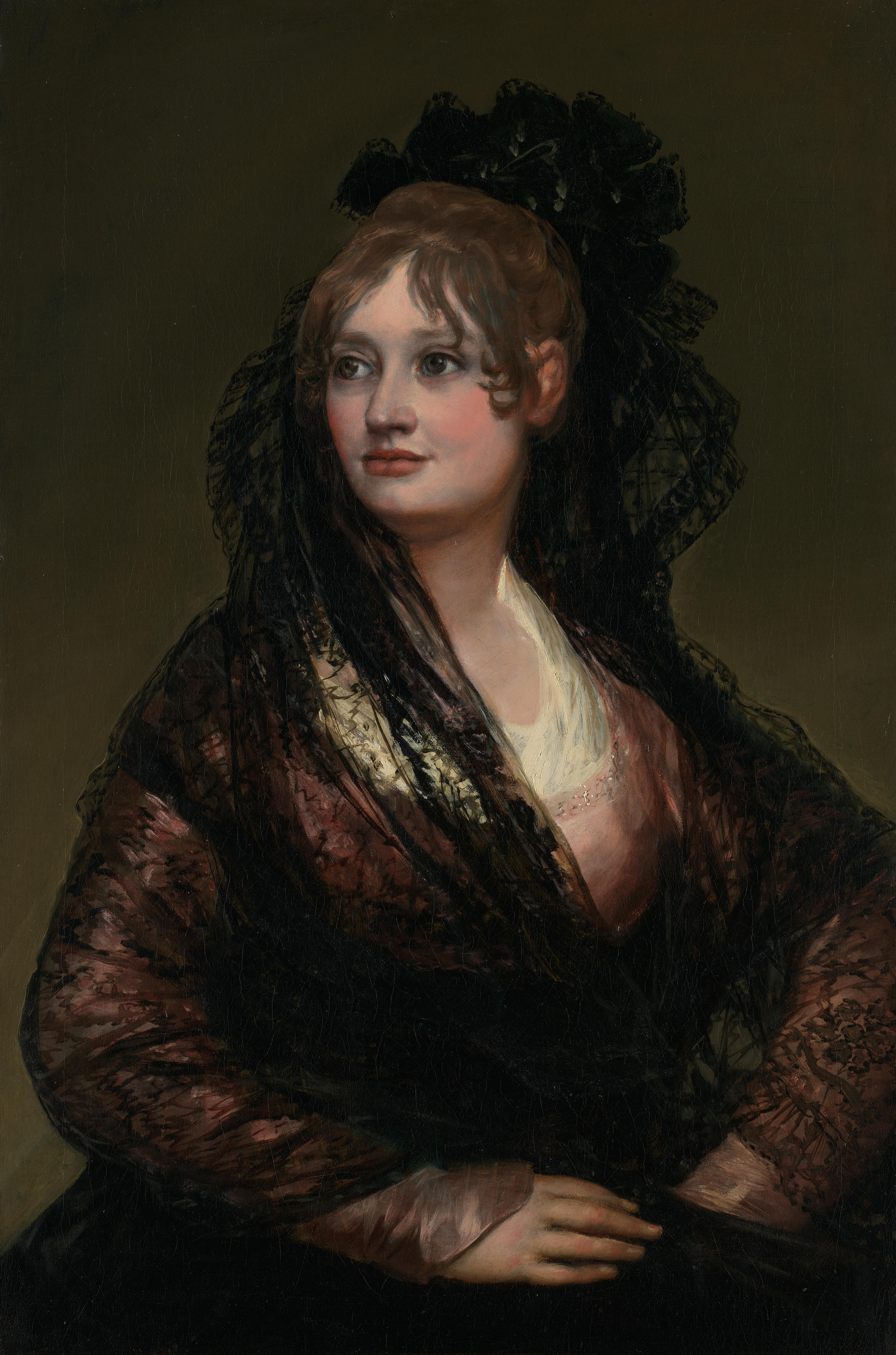
Goya, Isabel Porcel, h. 1805, oli sobre taula, 82 × 54 cm, National Gallery, Londres

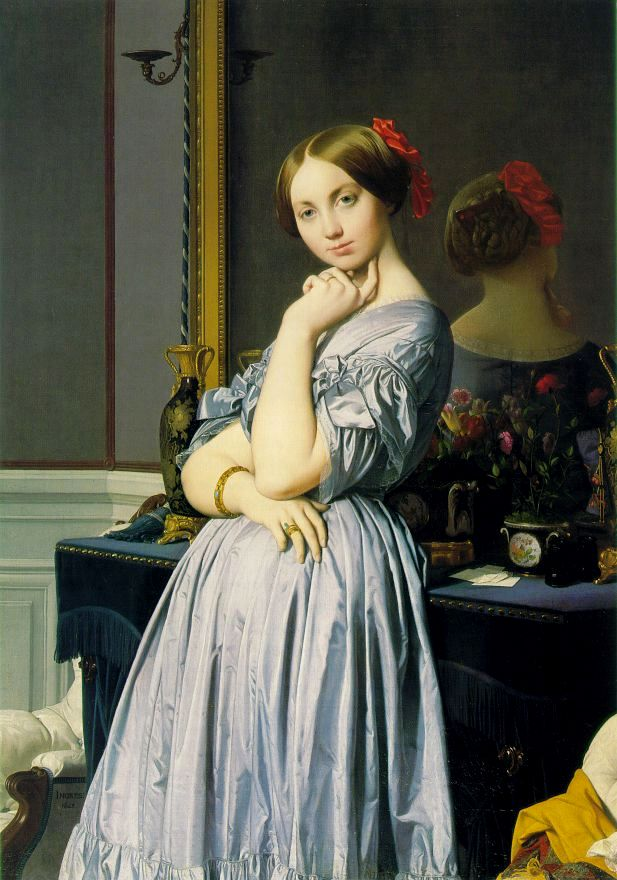
Amb un espill pintat rere el subjecte se simula una vista posterior: Ingres, La comtessa de Haussonville, 1845, oli sobre llenç, 131,8 × 92 cm, Col·lecció Frick, Nova York

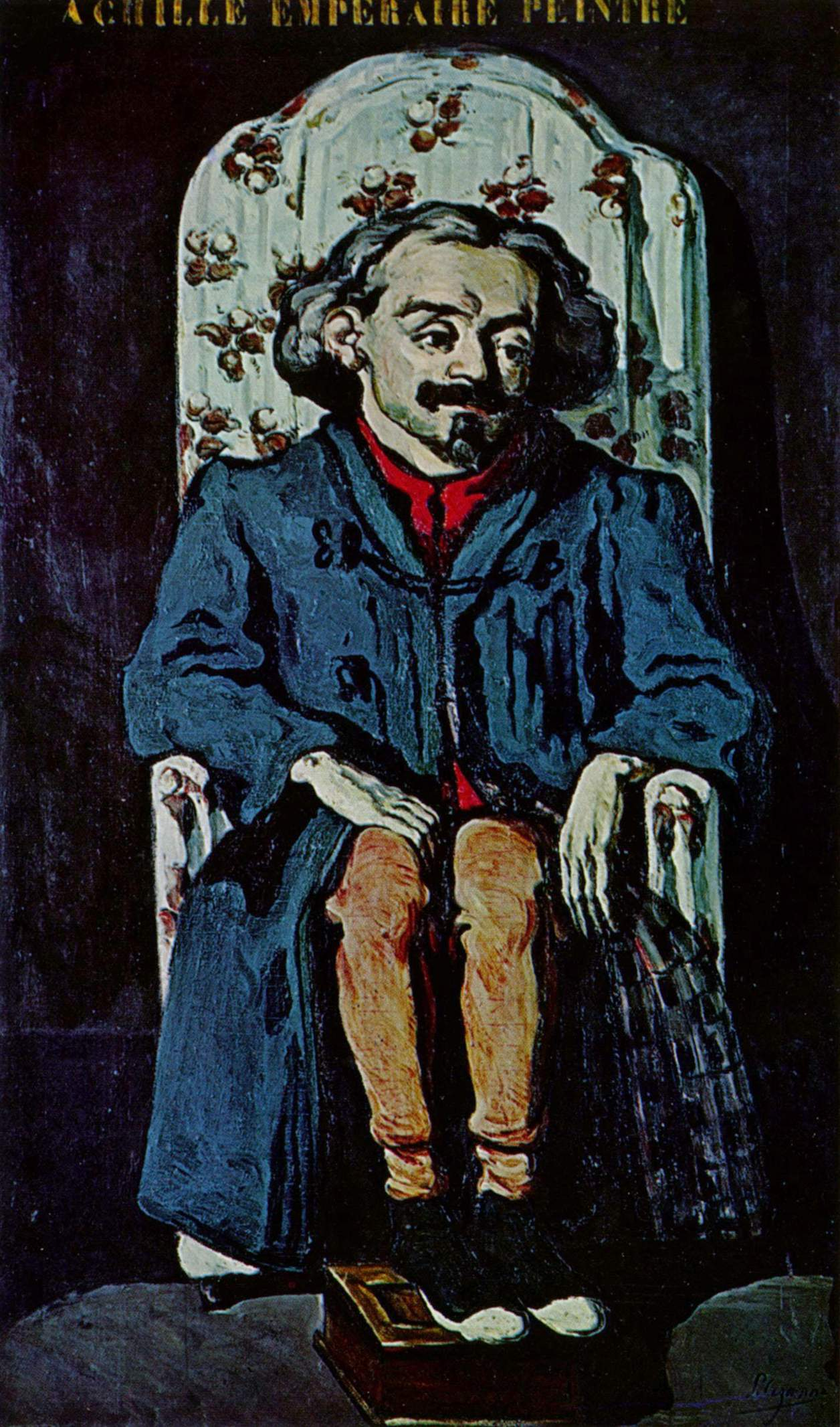
Paul Cézanne, Retrat d'Achille Emperaire, 1869-1870, oli sobre llenç, 200 × 120 cm, Museu d'Orsay, París

Els artistes romàntics que van treballar durant la primera meitat del segle pintaren retrats amb vives pinzellades i una il·luminació dramàtica, de vegades depriment. Els artistes francesos Eugène Delacroix i Théodore Géricault van pintar bells retrats d'aquest tipus, en particular de genets. També destaca la sèrie que va fer Géricault de malalts mentals (1822-1824). L'aragonés Francisco de Goya pintà algunes de les imatges més buscades i provocatives de l'època, incloent La maja nua (h. 1797-1800), així com famosos retrats de cort de Carlos IV, i ho va fer de manera tan implacable que resulta difícil entendre com van ser tan acceptats i valorats en el seu temps.
Els realistes del s. XIX com Gustave Courbet van crear retrats objectius representant persones de classe baixa i mitjana. Courbet pintà diversos autoretrats mostrant-se en diversos estats d'ànim i expressions. Honoré Daumier va produir moltes caricatures dels seus contemporanis. El pintor francès Édouard Manet fou un important artista de transició l'obra del qual oscil·la entre el realisme i l'impressionisme. Era un retratista de destacada penetració i tècnica, amb la seua pintura de Stéphane Mallarmé com a bon exemple del seu estil de transició.
Als Estats Units, Thomas Eakins fou el més destacat pintor de retrats: dugué el realisme a un nou nivell de franquesa, en particular amb els seus dos retrats de cirurgians treballant; també representà atletes i músics en acció. En molts casos, com en el Retrat de la senyora Edith Mahon, transmet audaçment emocions poc falagueres de tristesa i malenconia.
Els realistes donaren pas als impressionistes en els anys 1870. Edgar Degas fou sobretot realista i la seua pintura Retrat de la família Bellelli és una penetrant representació d'una família infeliç i un dels seus retrats més bells. Monet i Renoir van usar com a models els seus familiars i amics, en part a causa dels escassos ingressos. Pintaven figures aïllades o en petits grups íntims, a l'aire lliure o en interiors banyats de llum. Caracteritzats per la superfície lluminosa i la riquesa dels colors, aquests retrats presenten sovint un caràcter intimista, allunyat del retrat oficial. L'artista nord-americana Mary Cassatt, que es va formar i va treballar a França, és popular fins i tot ara per les seues atractives pintures de mares i fills. Paul Gauguin i Vincent van Gogh, tots dos postimpressionistes, pintaren reveladors retrats de gent que coneixien, remolins de color no sempre amables. Són tan celebrats, o més, pels seus poderosos autoretrats. Henri de Toulouse-Lautrec va retratar famosos intèrprets de teatre, entre ells Jane Avril, captant-los en moviment.
John Singer Sargent també estigué a cavall dels dos segles, però va rebutjar un declarat impressionisme o postimpresionisme. Fou el més famós pintor de retrats de la seua època: usà una tècnica principalment realista sovint banyada en un brillant ús del color. Va fer amb igual aptitud retrats individuals i de grup, sobretot de famílies de classe alta. Es considera l'últim gran exponent de la tradició retratística britànica que havia començat amb van Dyck. Un altre destacat retratista nord-americà format a l'estranger fou William Merritt Chase. La pintora de societat nord-americana Cecilia Beaux, anomenada la «Sergent femenina», també estudià a l'estranger i es va cenyir als mètodes tradicionals.

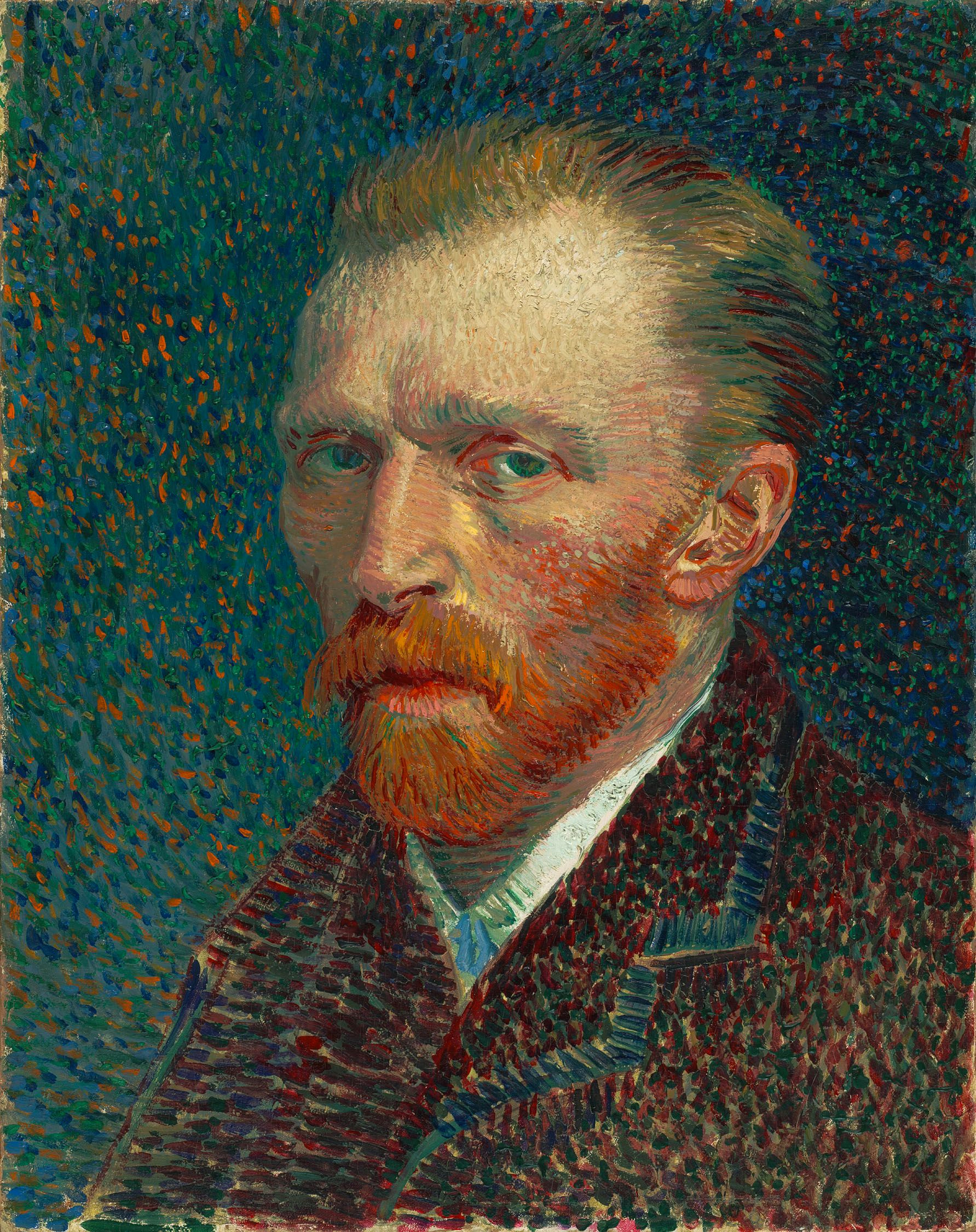
Vincent van Gogh, Autoretrat, 1887, oli sobre cartró, 42 × 33,7 cm, Art Institute, Chicago

James Abbott McNeill Whistler estigué ben relacionat amb els artistes europeus i també va pintar alguns retrats excepcionals: el més famós el seu Arrangement in Grey and Black, The Artist's Mother (1871), també conegut com La mare de Whistler. Whistler usava una paleta apagada per a crear els efectes que pretenia, afirmant l'equilibri de color i els tons suaus. Va dir que, «així com la música és la poesia del so, la pintura és la poesia de la vista, i el tema no té res a veure amb l'harmonia del so o del color».
El desenvolupament de la fotografia al s. XIX va tenir un efecte significatiu sobre el retrat: suplantà la càmera obscura que havia estat usada amb anterioritat com una ajuda en la pintura. Molts modernistes van marxar als estudis de fotografia perquè els feren els retrats, incloent Baudelaire que, encara que proclamava la fotografia un «enemic de l'art», se sentí atret per la franquesa i el poder de la fotografia. En proporcionar una alternativa barata, la fotografia suplantà gran part del nivell inferior de la pintura de retrat. Alguns artistes realistes, com Eakins i Degas, entusiastes de la fotografia, la trobaven útil com a ajuda en la composició. Sargent i Whistler, entre d'altres, ampliaren la tècnica per crear efectes que la càmera no podia captar.

### Segle XX
Els artistes de principis de segle van ampliar els camps d'exploració del retrat en noves direccions: l'alliberaren de les dificultats de la semblança visual. La forma i el color dominen en els retrats de Cézanne, mentre que la tècnica de la pinzellada i el color extremat els retrats d'André Derain i Henri Matisse. Cézanne utilitzà formes molt simplificades en els seus retrats, evitant el detall mentre subratllava les juxtaposicions de color. El fauvista Matisse simplificà la línia i els colors per donar-los tota la força expressiva, amb la qual cosa produí poderosos retrats donant a la pell colors no naturals, fins i tot estridents. L'austríac Gustav Klimt aplicava motius romans d'Orient i or als seus retrats. El seu alumne Oskar Kokoschka va retratar la classe alta vienesa. Picasso realitzà molts retrats cubistes en què amb prou feines pot reconéixer-se el model, perquè està terriblement deformat per aconseguir una afirmació emocional que va molt més enllà dels límits de la caricatura normal.

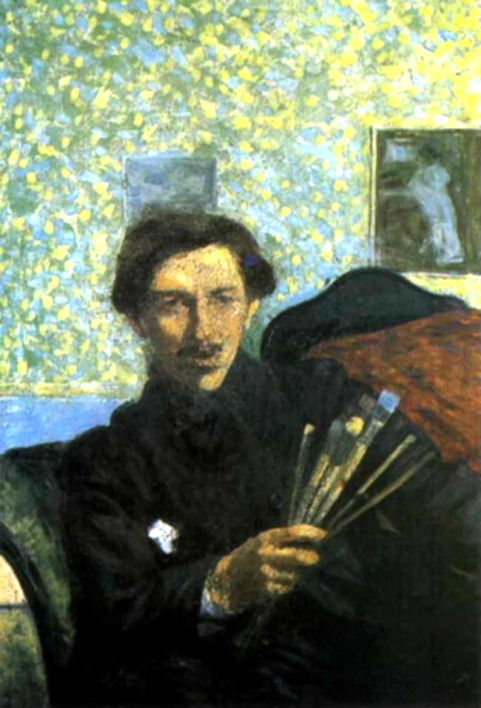
Umberto Boccioni, Autoretrat, 1905-1906

Els pintors expressionistes proporcionen estudis psicològics inquietants i irresistibles. Artistes alemanys com Otto Dix i Max Beckmann produïren notables exemples de retrats expressionistes. Beckmann fou un prolífic autoretratista, feu almenys vint-i-set obres d'aquest tipus. Amedeo Modigliani va pintar molts retrats en el seu estil allargat que menyspreava la «persona interior» per afavorir l'estudi estricte de la forma i el color. Per aconseguir-ho, llevava èmfasi als normalment expressius ulls i celles i els reduïa a escletxes ennegrides i simples arcs.
L'art britànic estigué representat pels vorticistes, que pintaren alguns destacats retrats a principis del s. XX. El pintor dadaista Francis Picabia va executar nombrosos retrats en el seu estil únic. Els retrats de Tamara de Lempicka van captar amb èxit l'època d'art déco amb les seues corbes aerodinàmiques, rics colors i angles aguts. Als Estats Units, Robert Henri i George Bellows foren bons retratistes dels anys vint i trenta de l'escola realista americana. Max Ernst va produir un exemple d'un modern retrat de grup amb la seua pintura de 1922 All Friends Together.
La producció de retrats a Europa i Amèrica va declinar, en línies generals, als anys quaranta i cinquanta, com a resultat del creixent interés per l'abstracció i l'art no figuratiu. Una excepció, però, en fou Andrew Wyeth, que va evolucionar fins a esdevenir el pintor de retrats realistes més destacat dels Estats Units. Amb Wyeth, el realisme, encara que declarat, és secundari respecte a les qualitats tonals i estat d'ànim de les seues pintures. Això queda àmpliament demostrat amb la seua sèrie de pintures coneguda com les pintures «Helga», el major grup de retrats d'una sola persona de qualsevol gran artista (247 estudis de la seua veïna Helga Testorf, vestida i nua, en diversos entorns, pintats durant el període 1971–1985).
En els seixanta i els setanta es produí un renaixement del retrat. Artistes anglesos com Lucian Freud i Francis Bacon feren quadres molt potents. Els retrats de Bacon destaquen per la seua qualitat de malson. Al maig de 2008, el retrat de Freud Benefits Supervisor Sleeping (1995) es vengué en subhasta en Christie's a Nova York per 33,6 milions de dòlars: s'hi establí un rècord mundial per valor de venda d'una pintura d'un artista viu. Molts artistes nord-americans contemporanis, com Andy Warhol, Alex Katz i Chuck Close, van fer del rostre humà un punt focal de la seua obra. La pintura que Warhol feu de Marilyn Monroe n'és un exemple icònic. L'especialitat de Close són els retrats de «cap» que ocupen tota una paret, enormes i hiperrealistes. Jamie Wyeth continua la tradició realista del seu pare Andrew, produint famosos retrats els subjectes dels quals varien des de presidents a porcs.